# Euerdorf
Euerdorf ist ein Markt im unterfränkischen Landkreis Bad Kissingen und Sitz der Verwaltungsgemeinschaft Euerdorf.

## Geografie

### Geografische Lage
Die Gemeinde liegt in der Region Main-Rhön im Tal der Fränkischen Saale etwa acht Kilometer flussab von Bad Kissingen. In Euerdorf mündet der aus einem südlichen Seitental der Saale kommende Sulzbach (auch Euerdorfer Bach) in die Fränkische Saale. Der historische Teil des Marktes liegt südlich der Saale innerhalb einer zum Teil noch erhaltenen Stadtmauer, während sich die neueren Wohngebiete nördlich der Saale auf einem von ihr umflossenen Hang („Breet“) erstrecken. Das nach Euerdorf eingemeindete Wirmsthal liegt drei Kilometer östlich, in einem Nebental des Sulzbachtales.

### Nachbargemeinden
Die Nachbargemeinden sind von Norden im Uhrzeigersinn Aura an der Saale, Bad Kissingen, Ramsthal, Sulzthal und Elfershausen.
Naturräumlich zählt das Gebiet von Euerdorf im Südosten zu den Wern-Lauer-Platten und im Nordwesten zur Südrhön (Naturpark Bayerische Rhön) mit der Grenze am Südostrand des Saaletales.

### Gemeindegliederung
Es gibt zwei Gemeindeteile (in Klammern ist der Siedlungstyp angegeben):
- Euerdorf (Hauptort)
- Wirmsthal (Kirchdorf)

Es gibt die Gemarkungen Euerdorf und Wirmsthal.

### Klima

Niederschlagsdiagramm Euerdorf

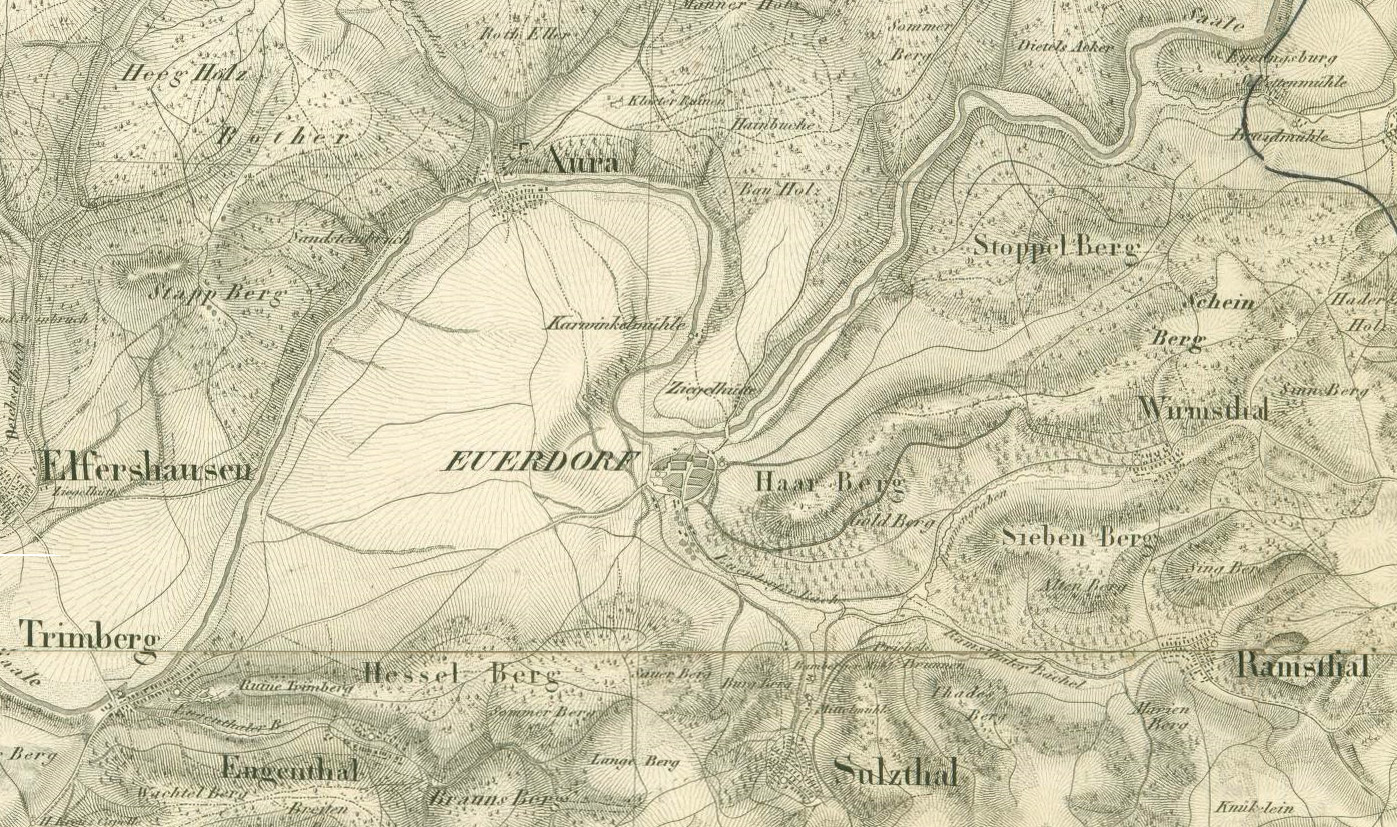
Euerdorf auf einer Karte von 1853

Der Jahresniederschlag liegt bei 655 mm und fällt damit in das untere Drittel aller in Deutschland durch den Deutschen Wetterdienst erfassten Werte (siehe Diagramm). Dies mag in der Regenabschattung durch die Rhön begründet sein. Die Niederschläge variieren wenig übers Jahr. Der trockenste Monat ist der September, die meisten Niederschläge fallen im Juni mit dem 1,6-fachen des Septembers. An nur 6 % der Messstationen in Deutschland werden niedrigere jahreszeitliche Schwankungen registriert und an nur 31 % der Stationen niedrigere Jahreswerte.
Die Jahresmitteltemperatur beträgt 8,6 °C bei monatlichen Mittelwerten zwischen −0,6 °C (Januar) und 17,7 °C (August) (Werte des Deutschen Wetterdienstes für das benachbarte Bad Kissingen).
Die zentralen und flussnahen Teile von Euerdorf werden von Hochwassern der Fränkischen Saale betroffen.

## Name

### Etymologie
Grundwort im Namen Euerdorf ist althochdeutsch thorf, das Dorf bedeutet. Das Bestimmungswort ist wohl der Personenname des Ortsgründers Uro.

### Frühere Schreibweisen
Frühere Schreibweisen des Ortes aus diversen historischen Karten und Urkunden:
| - 716 Urithorpe - 812 Vrthorphe - 837 Hurdorpf - 842 Vridorf - 863 Vrdorf | - 907 Urdorf - 953 Vridorph - 1379 Verdorf - 1456 Ewrdorff - 1462 Euerdorf |

## Geschichte

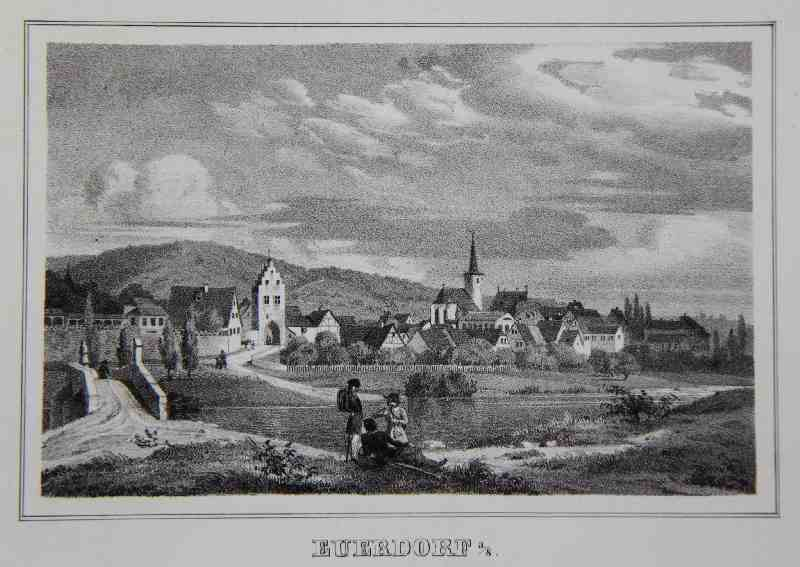
Marktflecken Euerdorf in der Zeit um 1845 – Lithografie von Franz Leinecker

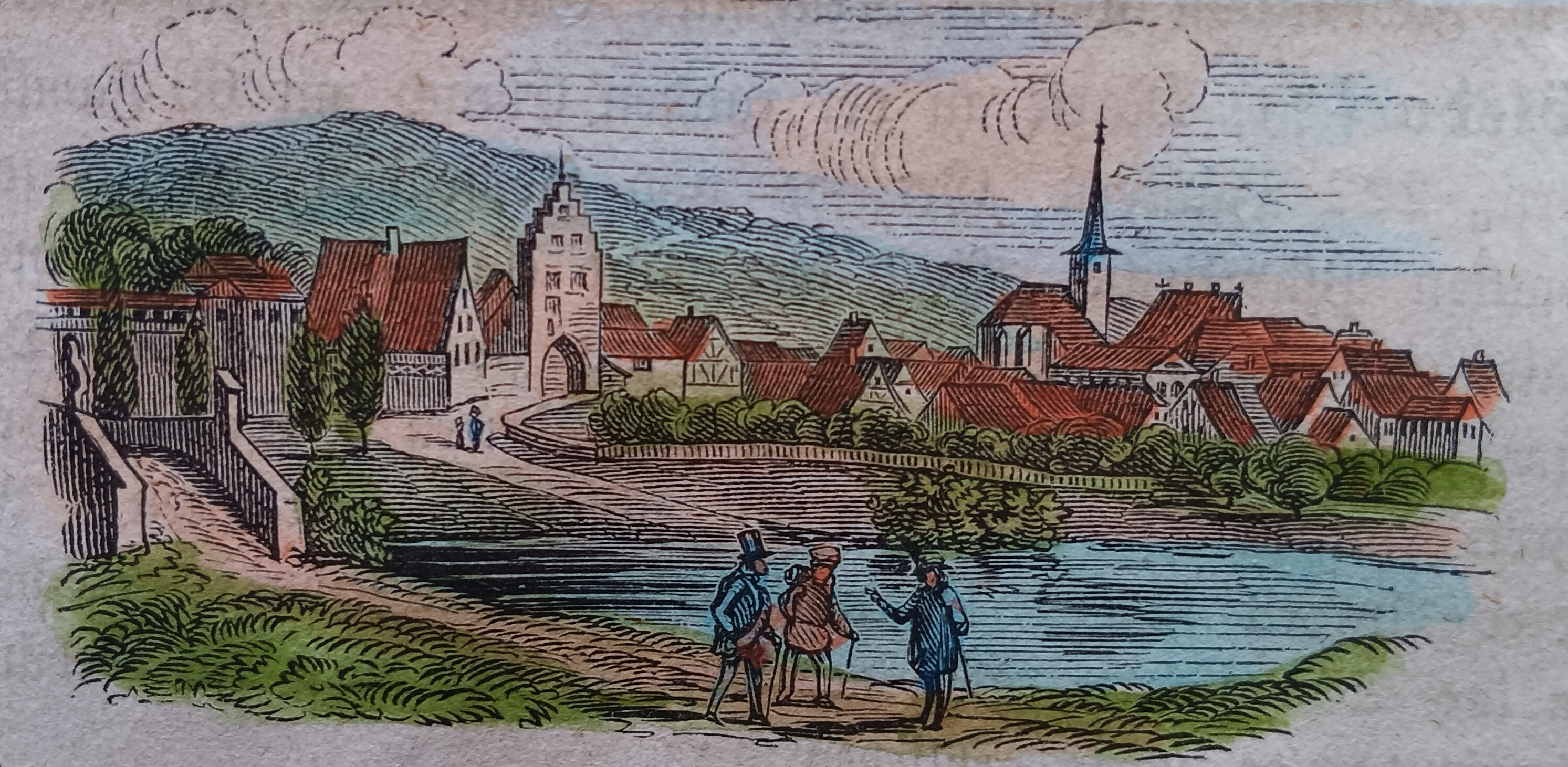
Marktflecken Euerdorf - Holzstich in Pleikard Stumpf: Bayern. Ein geographisch-statistisch-historisches Handbuch des Königreiches, 1853

### Bis einschließlich 18. Jahrhundert
Eine erste Spur vom Bestehen einer Siedlung in Euerdorf ergibt sich aus einer Urkunde aus dem Jahr 716. Damals schenkte der thüringisch-fränkische Herzog Hedan II. dem Friesenmisionar Willibrord allen seinen Besitz, der ihm im Saalegau in der Nähe des „hamulo Castellum“ gehörte. Der hl. Willibrord übergab diese Liegenschaften in den Bestand des von ihm gegründeten Kloster Echternach. Das Kloster Echternach aber tauschte im Jahre 907 seine Besitzungen im Saaletal mit dem Kloster Fulda. Die Urkunde von 716 in Verbindung mit dieser aus dem Jahre 907 ergibt mit dem Inhalt und der Deutung wesentliche Erkenntnisse zur Geschichte Euerdorfs.

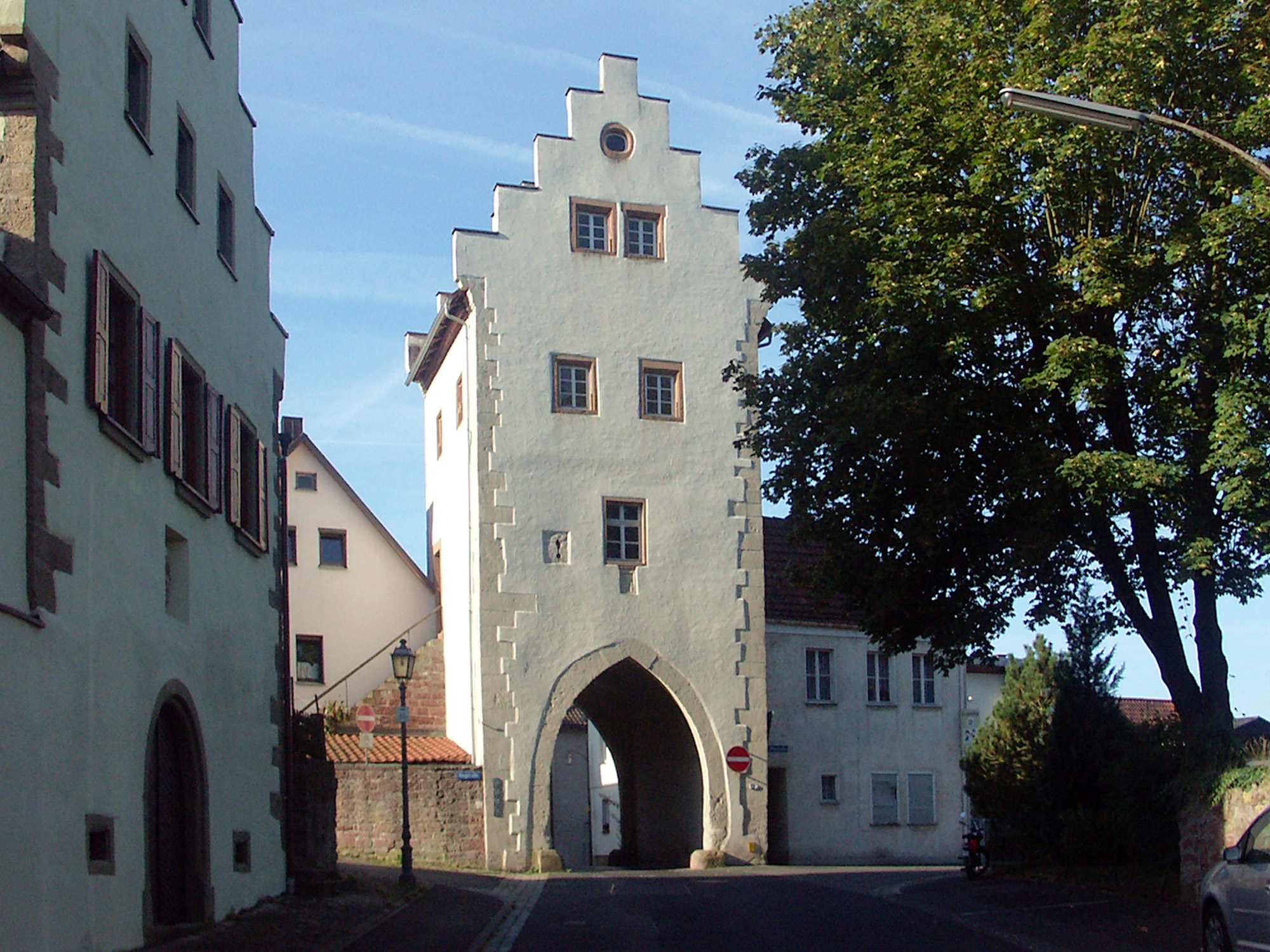
Das Stadttor, links das ehemalige Zehnthaus

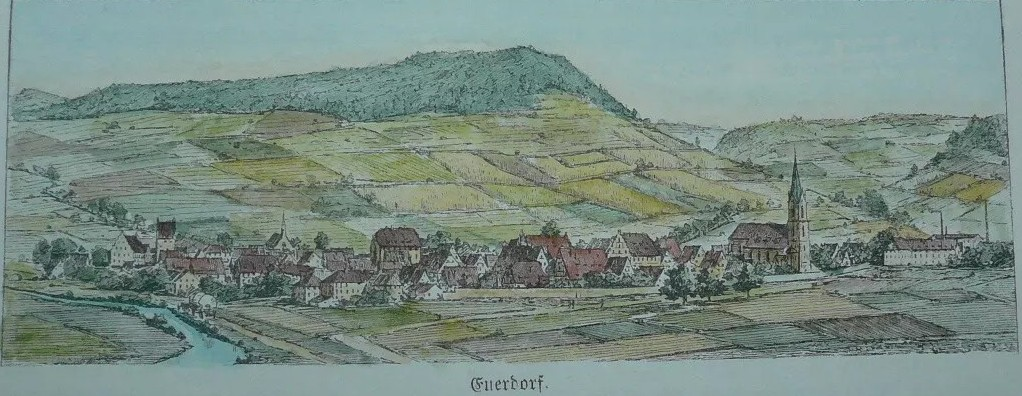
Euerdorf – Holzstich von Carl Dietrich in Wilhelm Götz: Geographisch Historisches Handbuch von Bayern, 1898

Seit 1430 besitzt Euerdorf Marktrecht. 1494 wurde die Willibrords-Kapelle auf dem Friedhof der Gemeinde urkundlich erwähnt. Zur Zeit des Würzburger Fürstbischofs Julius Echter von Mespelbrunn (1573–1617) wurde der Marktflecken von einer Ringmauer mit drei Toren umgeben, wovon heute noch Teile der Mauer mit einem Wehrturm und dem oberen Torhaus erhalten sind. Die heutige Ringstraße folgt dem Verlauf dieser Mauer. An ihrer Stelle war früher ein Graben. Im Jahr 1796 hatte Euerdorf 728 Einwohner, die in 157 Häusern lebten. An der Schule wurden in diesem Jahr 95 Kinder von einem Rektor und Lehrer mit 190 Gulden Bestallung unterrichtet.

### 19. bis 21. Jahrhundert

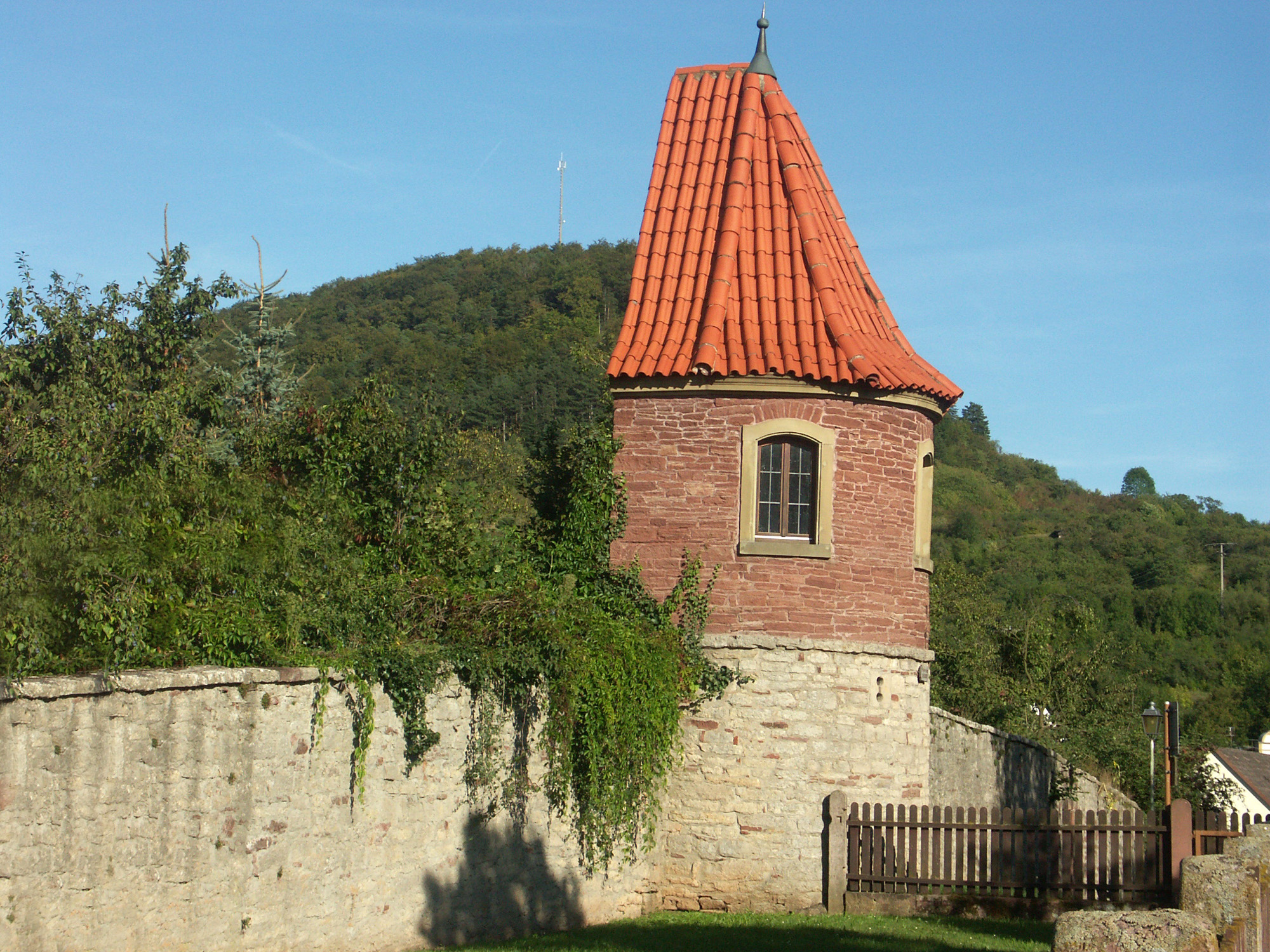
Die Dorfmauer mit rekonstruiertem Wehrturm

In der Säkularisation 1803 fiel das ehemalige Amt Trimberg des Hochstiftes Würzburg, das zum Fränkischen Reichskreis gehörte, an Bayern, das es aber 1805 dem Erzherzog Ferdinand von Toskana im Tausch gegen Tirol zur Bildung des Großherzogtums Würzburg überließ. 1814 kam es mit diesem endgültig zu Bayern und wurde zum Untermainkreis (heute Unterfranken).
In der Zeit von 1802 bis 1804 wurden in Euerdorf ein Landgericht und das Rentamt geschaffen, beiden gehörten 24 Orte an. Das Landgericht wurde 1880 Amtsgericht, 1925 im Rahmen einer Umstrukturierung aufgehoben und dem Gerichtsbezirk des Amtsgerichtes Hammelburg zugeschlagen.
Die katholische Pfarrkirche St. Johann Baptist (St. Johannes der Täufer) stammt von 1602. Nach einem Brand am 15. September 1872 wurde sie im spätgotischen Stil wieder aufgebaut und in den Jahren 1974 bis 1977 erweitert.
Im Jahre 1919 wurde der Zugang zu elektrischem Strom in Euerdorf eingerichtet, und die Firma Buchner aus Würzburg baute das Eisenbahnviadukt. Über 300 Arbeiter waren in dieser Zeit mit dem Brechen der Steine und dem Graben des Geländeeinschnitts zwei Jahre beschäftigt. Im Jahre 1924 erhielt Euerdorf Eisenbahnanschluss durch den Lückenschluss der Fränkischen Saaletalbahn zwischen Hammelburg und Bad Kissingen.
Nachdem die Reben dreimal erfroren und sämtliche Neuanlagen verdarben kam der Euerdorfer Weinbau 1927 völlig zum Erliegen.
Im Jahre 1928 wurden die letzten Gasleuchten im Ort abgebaut und die elektrische Ortsbeleuchtung auf 15 Straßenlampen erweitert.
Nach dem Kriegsbeginn am 1. September 1939 mit dem deutschen Angriff auf Polen und dem späteren Vorrücken der Amerikaner ins Saaletal im weiteren Kriegsverlauf wurde 1945 die alte Saalebrücke von der deutschen Wehrmacht gesprengt.
Im Jahre 1953 stellte die Firma Ulrich aus Elfershausen den Hochbehälter fertig, und in der Folge wurden alle Euerdorfer Haushalte an die Wasserversorgung angeschlossen. Im Jahre 1959 wurde der Sulzbach verrohrt, die Kanalisation gebaut und die Ortsdurchfahrt neu gestaltet.
Nach dem Zweiten Weltkrieg beschränkte sich die Bautätigkeit in Euerdorf bis 1964 auf die südliche Saaleseite. Danach erfolgte die Bebauung besonders der nördlichen Seite in einer aufgelockerten Bauweise im Gegensatz zur kleinteilig geschlossenen im historischen Teil.
Anfang Juni 2011 wurde das Geotop Saurierfährten Euerdorf am Saalrangen in Euerdorf vom Bayerischen Landesamt für Umwelt offiziell (Nr. 98) in die 100 schönsten Geotope Bayerns aufgenommen. Es handelt sich dabei um Fußspuren von Archosauriern und Vorläufern von Dinosauriern, die im Jahr 2007 bei Aufräumarbeiten nach dem Orkan Kyrill gefunden wurden.
Am 25. Oktober 2013 wurde dem Markt Euerdorf vom bayerischen Landwirtschaftsminister Helmut Brunner der Bayerische Staatspreis 2013 – Dorferneuerung und Baukultur für das Projekt Terra Triassica verliehen.

### Eingemeindungen
Am 1. Mai 1978 wurde im Zuge der Gemeindegebietsreform die Gemeinde Wirmsthal in den Markt Euerdorf eingegliedert und zugleich eine Verwaltungsgemeinschaft, bestehend aus den Gemeinden Aura an der Saale, Euerdorf, Ramsthal und Sulzthal gegründet, deren Sitz Euerdorf ist.

### Einwohnerentwicklung
| Jahr      | 1961 | 1970 | 1980 | 1985 | 1990 | 1995 | 2000 | 2005 | 2010 | 2015 | 2024 |
| Einwohner | 1463 | 1543 | 1478 | 1523 | 1656 | 1822 | 1677 | 1641 | 1575 | 1498 | 1504 |

Etwa 26 % entfallen jeweils auf den Ortsteil Wirmsthal.
Im Zeitraum 1988 bis 2018 sank die Einwohnerzahl von 1592 auf 1515 um 77 Einwohner bzw. um 4,8 %. 1993 hatte der Markt 1846 Einwohner.

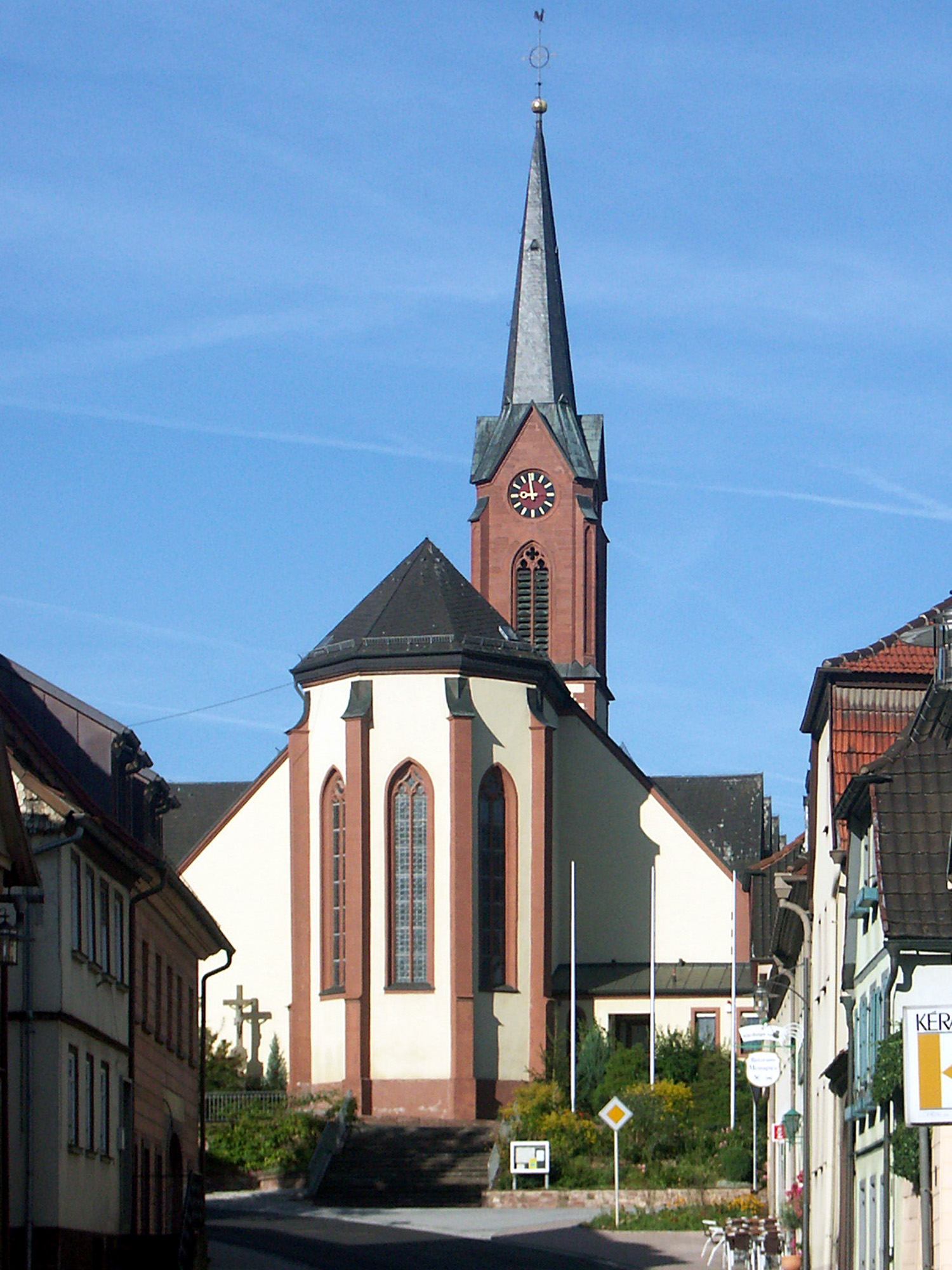
Die St. Johannes der Täufer-Kirche in Euerdorf

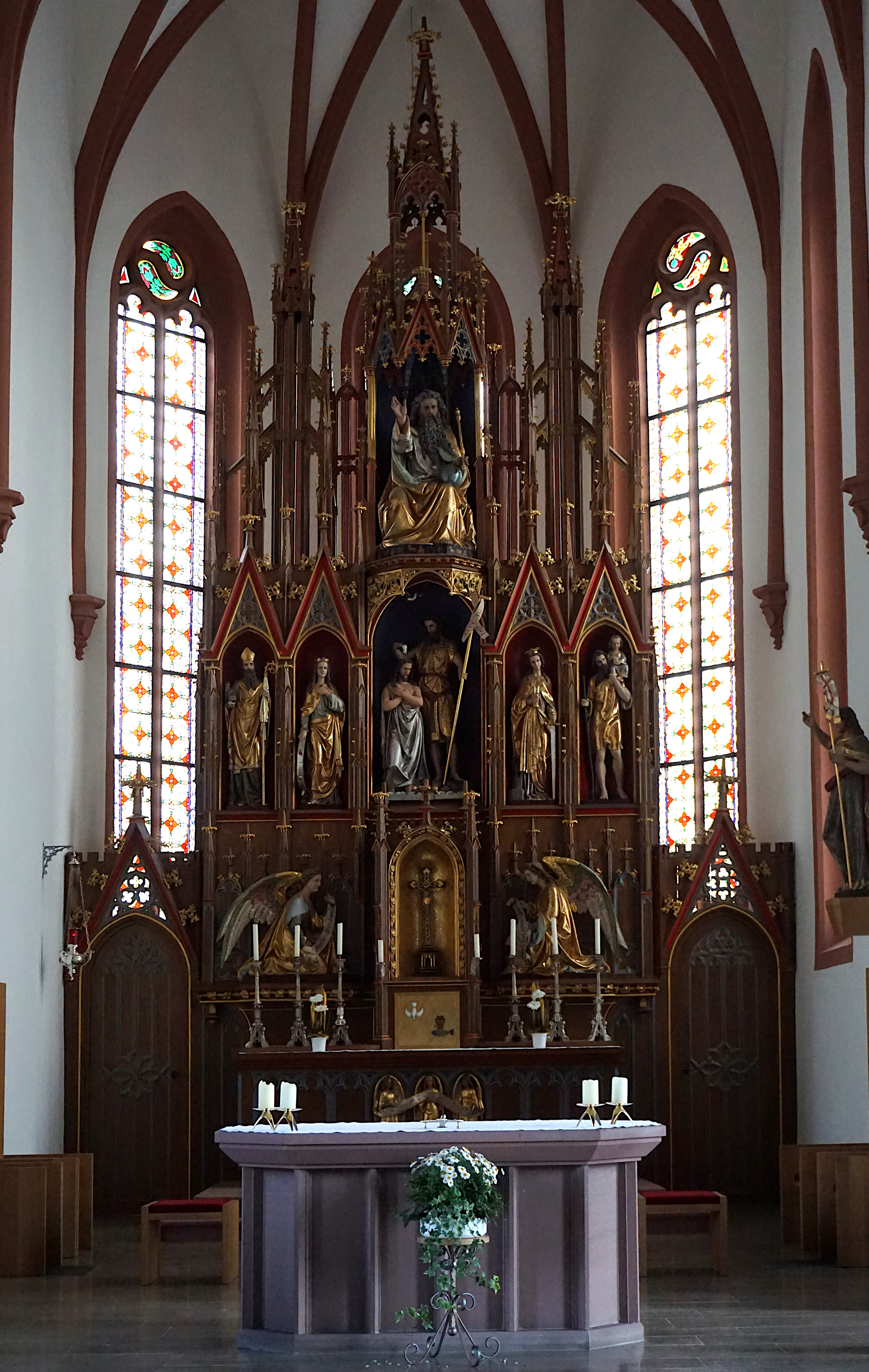
Der Hochaltar der Euerdorfer Kirche

(Quelle: BayLfStat)

## Seelsorgerische Betreuung
Aufgrund des Priestermangels wurde im Jahr 2007 die Pfarreiengemeinschaft Saalethal gegründet. Ihr gehören die Pfarreien Euerdorf mit der Filiale Wirmsthal, Aura, Ramsthal und Sulzthal an. Das dörfliche Leben wird von der Pfarrgemeinde St. Johannes der Täufer wesentlich mitgestaltet. Neben den kirchlichen Hochfesten gibt es die jährliche Fronleichnamsprozession und Flurprozession sowie im Sommer die Kreuzbergwallfahrt. Zum Patroziniumsfest wird das traditionelle Pfarrfest im Pfarrgarten gefeiert.

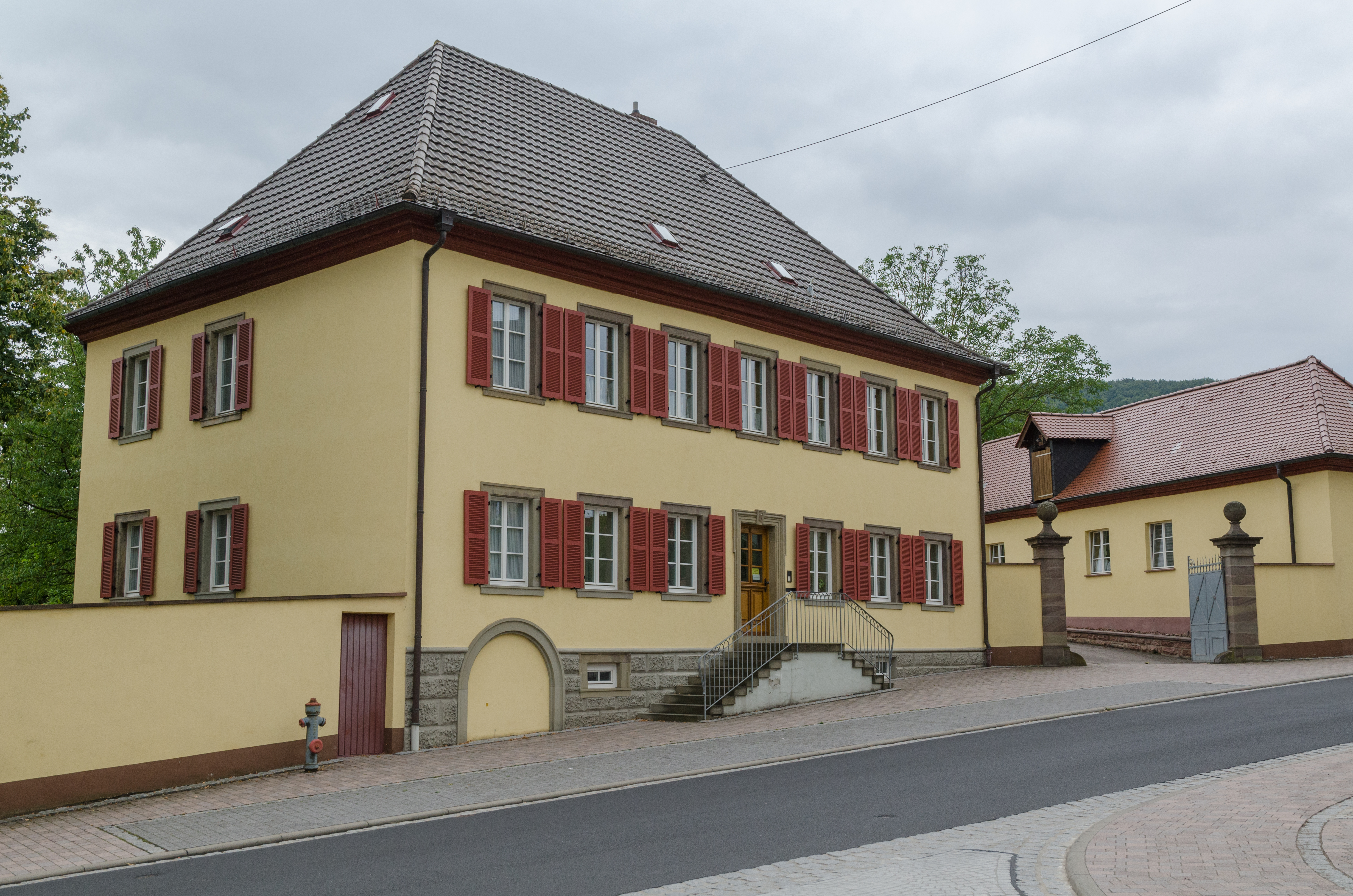
Pfarrhaus Euerdorf

| Amtszeit  | Pfarrer                                | Bemerkungen |
| --------- | -------------------------------------- | --- |
| 2011      | Pater Sony Kochumalayil MSFS           | * 1972 Payam, Indien |
| 1999–2011 | Jürgen Schwarz                         | * 1968 Bad Brückenau, Leiter Pfarrgemeinschaft Knetzgau                                                                      |
| 1960–1999 | Karl Memmel                            | * 1928 Fladungen, † 2015 Oerlenbach, Ehrenbürger von Euerdorf                                                                |
| 1952–1960 | Alois Roth                             | * 1905 Mühlhausen bei Würzburg, † 1981 Würzburg                                                                              |
| 1941–1952 | Theodor Huttner                        | * 1903 Würzburg, † 1952 Euerdorf                                                                                             |
| 1923–1941 | Ludwig Renz                            | aus Röllfeld, † 1941 Euerdorf                                                                                                |
| 1881–1923 | Philipp Becker                         | * 1837 Aschaffenburg |
| 1879–1880 | Anton Kißmann                          | aus Bad Neustadt, † 1880 Euerdorf                                                                                            |
| 1866–1879 | Kaspar Ringelmann                      | aus Würzburg, Pfarrer in Obertheres, † 1883                                                                                  |
| 1835–1866 | Johann Pfrang                          | † 1866 |
| 1799–1834 | Johann Adam Schopf                     | * in Euerdorf, † 1834 |
| 1788      | J. Christoph Loscand                   | * in Würzburg, später Pfarrer am Hospital in Aub,† 25. Juli 1834                                                             |
| 1780–1787 | Anton Göll aus Königshofen im Grabfeld | † 7. März 1780, vorher Pfarrer zu Ramsthal, liegt auf der linken Seite im Chorraum der Pfarrkirche begraben.                 |
| 1772–1780 | Adam Köstner aus Würzburg              | † 7. März 1780 im Alter von 36 Jahren, begraben unter dem Steinkreuz außerhalb der Kirche                                    |
| 1769–1772 | Christoph Barthel                      | verzogen nach Grafenrheinfeld                                                                                                |
| 1724–1769 | Georg Heinrich Ament                   | † 3. Juli 1769, vorher Pfarrer zu Ramsthal, liegt auf der rechten Seite im Presbyterium (Chorraum der Pfarrkirche) begraben. |

## Politik

### Gemeinderat
Nach der letzten Kommunalwahl am 15. März 2020 hat der Gemeinderat zwölf Mitglieder. Die Wahl brachte folgendes Ergebnis:
|  | CSU/Freie Wählergemeinschaft       | vier Sitze  |  |
|  | Bürgerblock                        | sechs Sitze |  |
|  | Freie Wählergemeinschaft Wirmsthal | drei Sitze  |  |

### Bürgermeister
Peter Bergel (Bürgerblock) ist seit 1. Mai 2020 Erster Bürgermeister; er wurde bei einer Wahlbeteiligung von 72,0 % am 15. März 2020 mit 66,7 % der Stimmen gewählt.
| Amtszeit  | Bürgermeister      | Bemerkungen                                        |
| --------- | ------------------ | -------------------------------------------------- |
| seit 2020 | Peter Bergel       | Bürgerblock                                        |
| 2014–2020 | Patricia Schießer  | CSU/Freie Wählergemeinschaft                       |
| 2002–2014 | Reinhard Hallhuber | CSU/Freie Wählergemeinschaft, Altbürgermeister     |
| 1984–2002 | Herbert Huppmann   | CSU, Altbürgermeister und Ehrenbürger von Euerdorf |
| 1958–1984 | Heinz Großmann     | Altbürgermeister und Ehrenbürger von Euerdorf      |
| 1948–1958 | Karl Schaub        |                                                    |
| 1945–1948 | Karl Brand         |                                                    |
| 1937–1945 | Carl Warmuth       |                                                    |
| 1936–1937 | Josef Wolz         |                                                    |
| 1935–1936 | Philipp Klement    |                                                    |
| 1933–1935 | Carl Warmuth       |                                                    |
| 1924–1933 | Kaspar Brand       |                                                    |
| 1919–1924 | Kaspar Bonnländer  |                                                    |
| 1915–1919 | Franz Moritz       |                                                    |

### Wappen
| Wappen von Euerdorf | Blasonierung: „In Silber auf grünem Dreiberg nebeneinander zwei Rebstöcke an roten Pfählen mit je zwei goldenen Trauben und zwei grünen Blättern.“ |
| Wappen von Euerdorf | Wappenbegründung: Das älteste bekannte Siegel stammt aus dem Jahr 1650 und zeigt bereits vier Weintrauben. Der Weinbau war zu dieser Zeit von großer Bedeutung. Er ist aber seitdem allmählich bedeutungslos geworden. Das Siegel trägt eine Umschrift „S. Marckt Ewerdorf an der Sal“. Auf dem oberen Schildrand ist das Lamm Gottes mit der Osterfahne angeordnet. Im 19. Jahrhundert wurden die Trauben vollständig durch das Gotteslamm ersetzt. Erst Ende des 19. Jahrhunderts wurden die Trauben wieder allein im Wappen geführt. |

## Sehenswürdigkeiten

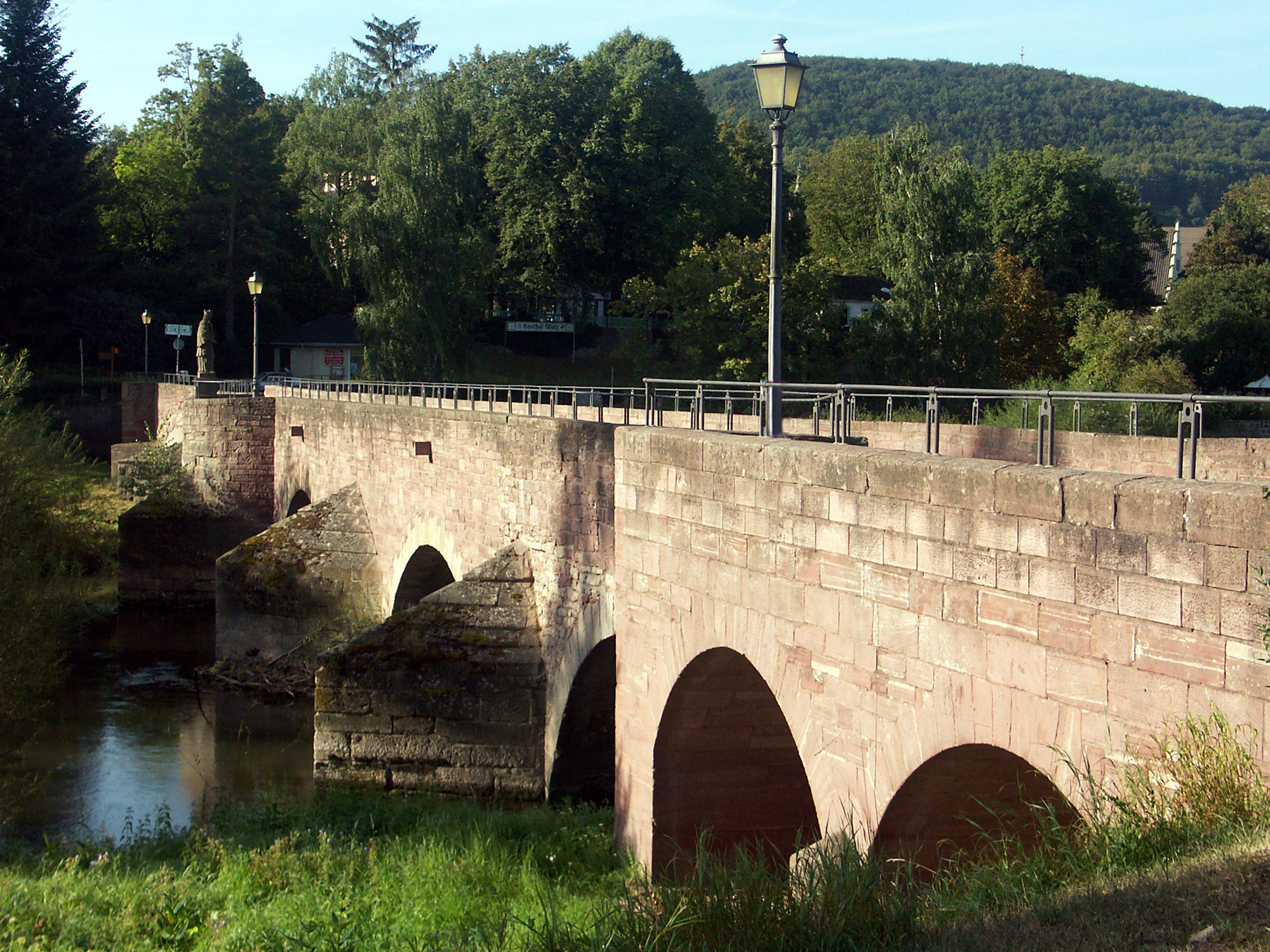
Die alte Saalebrücke

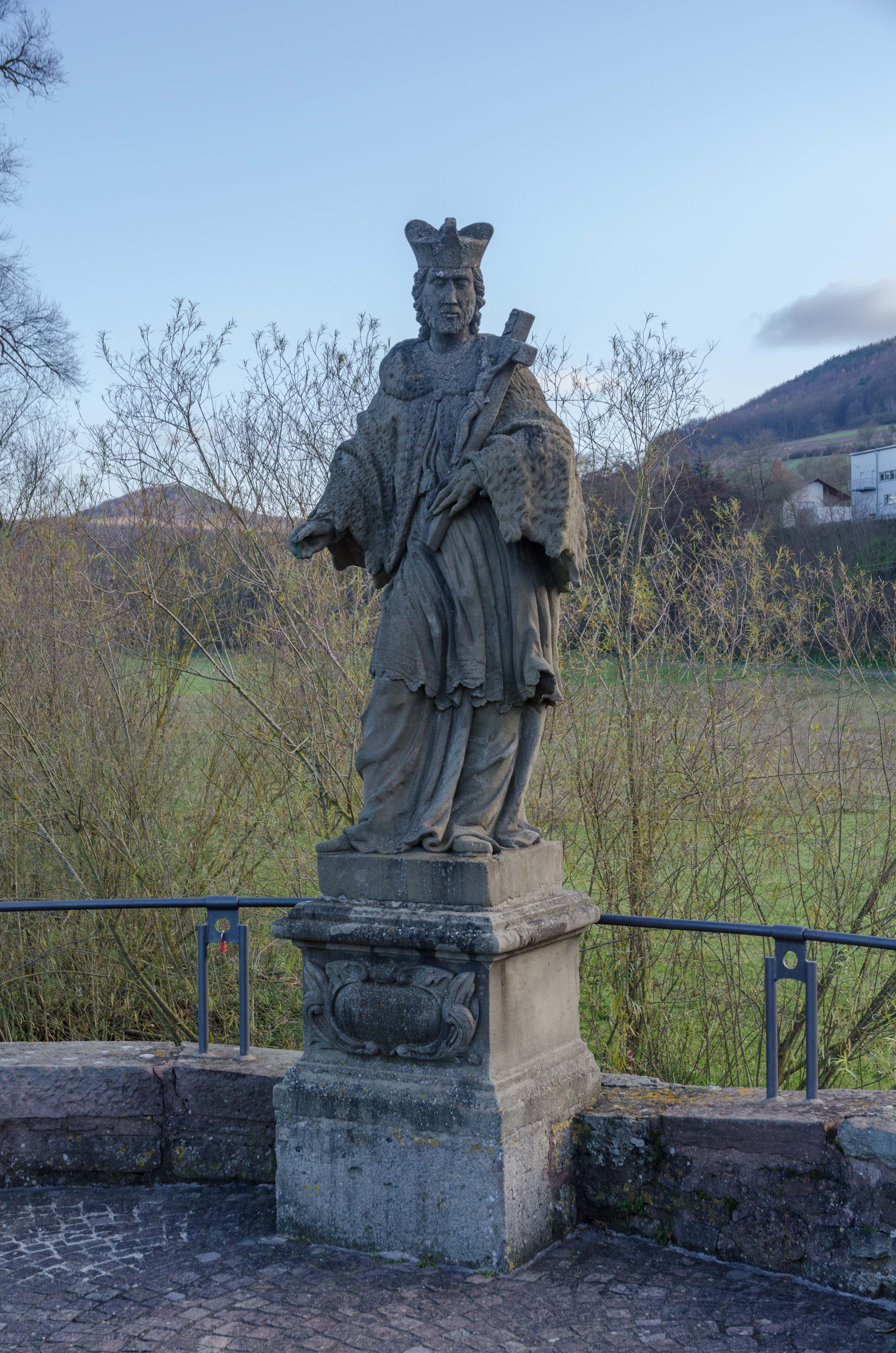
St.-Nepomuk-Statue Euerdorf (1713)

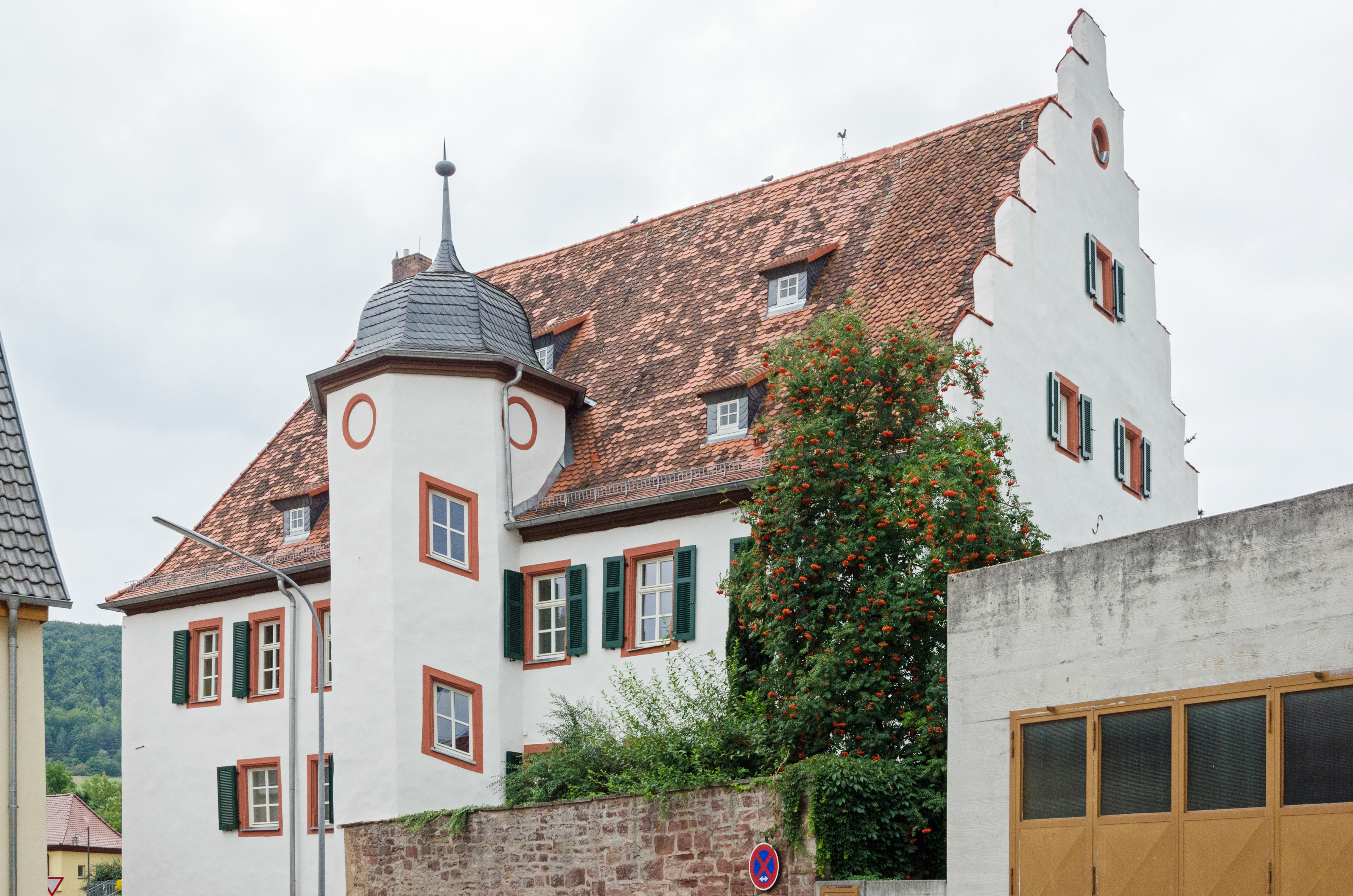
Ehemaliges Jagdschloss, Amtshaus des Würzburger Domkapitels, heute Sitz des Museums Terra Triassica

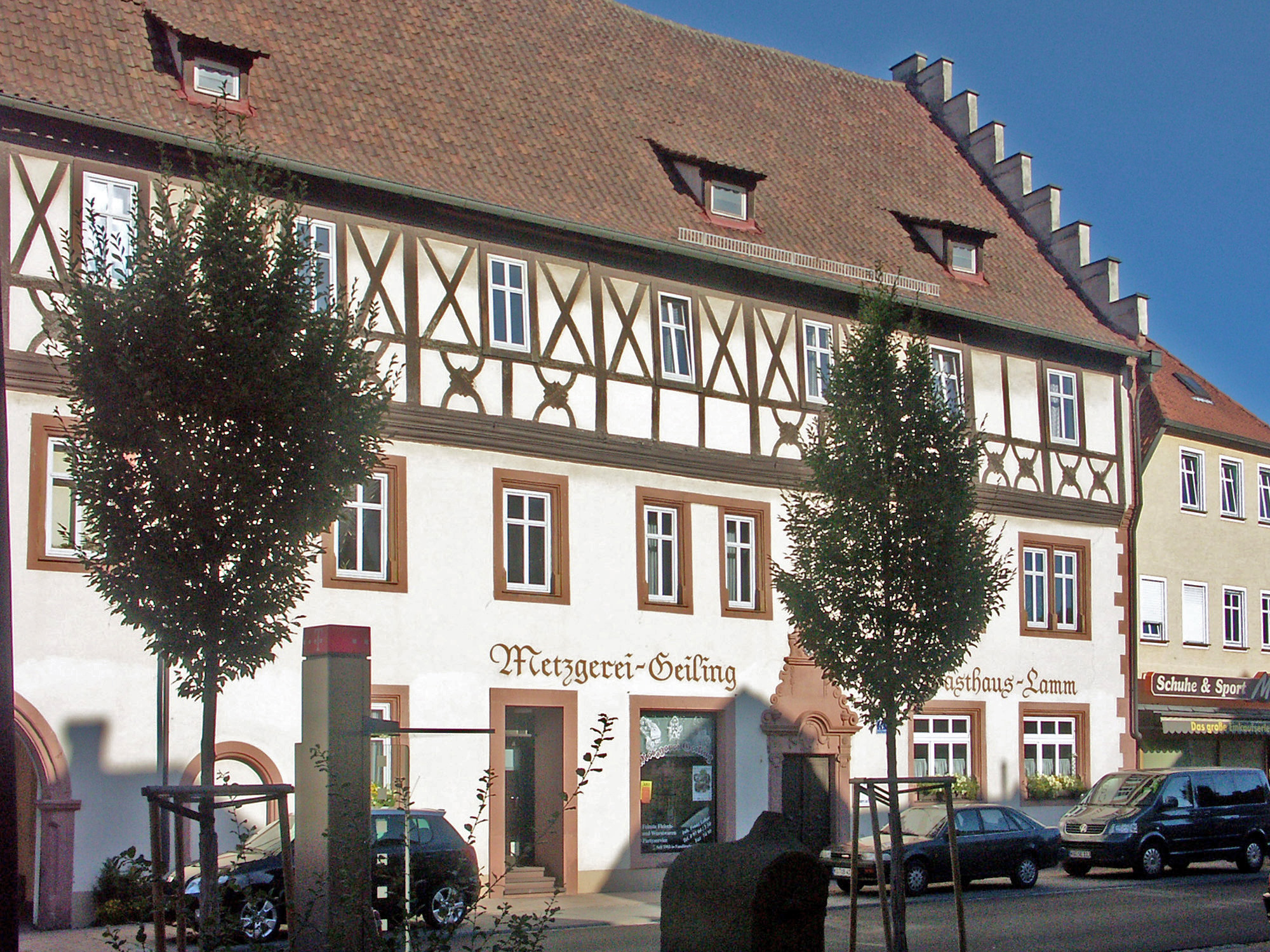
Gasthaus Lamm

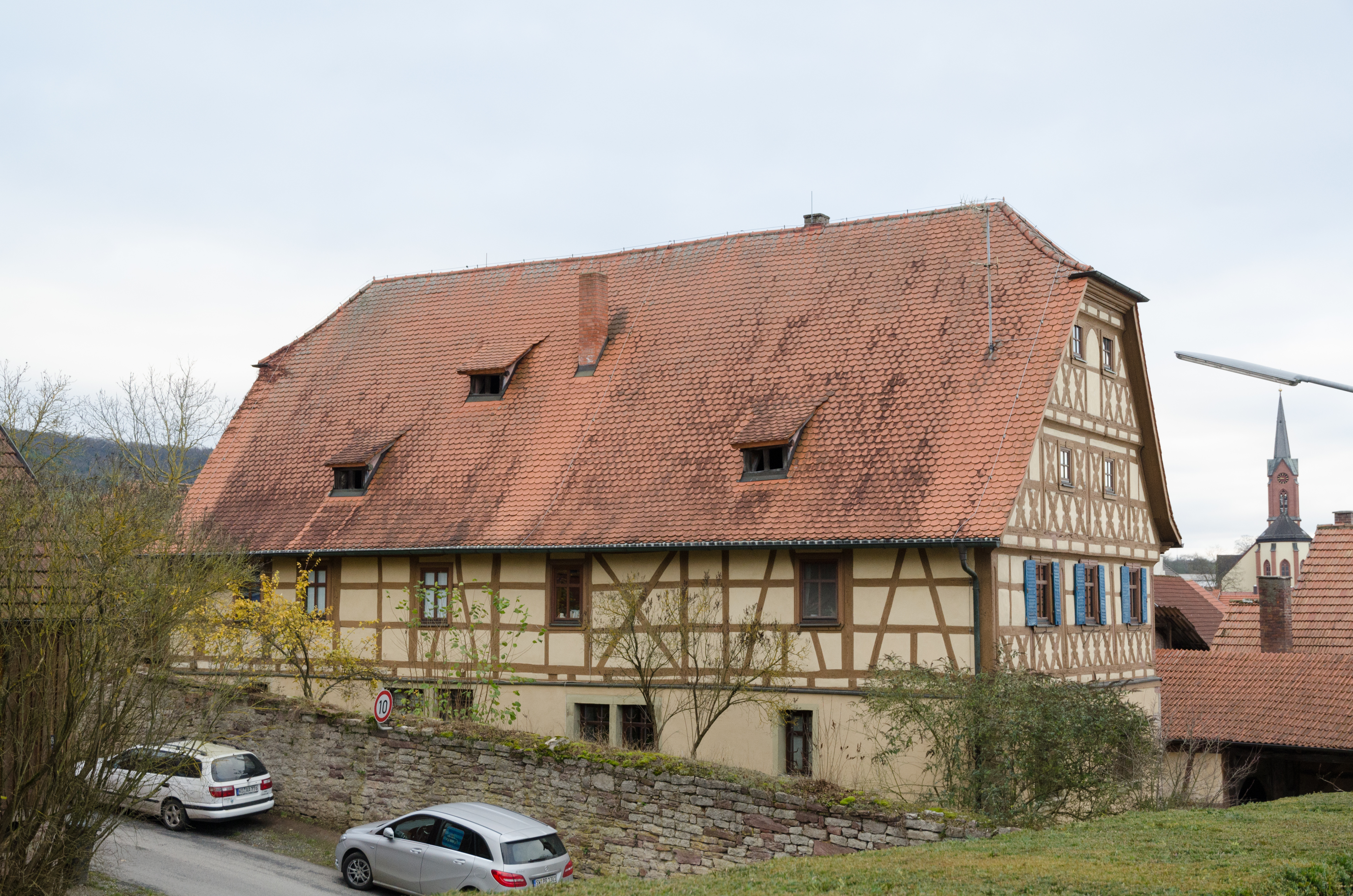
Landgericht Euerdorf (erster Sitz)

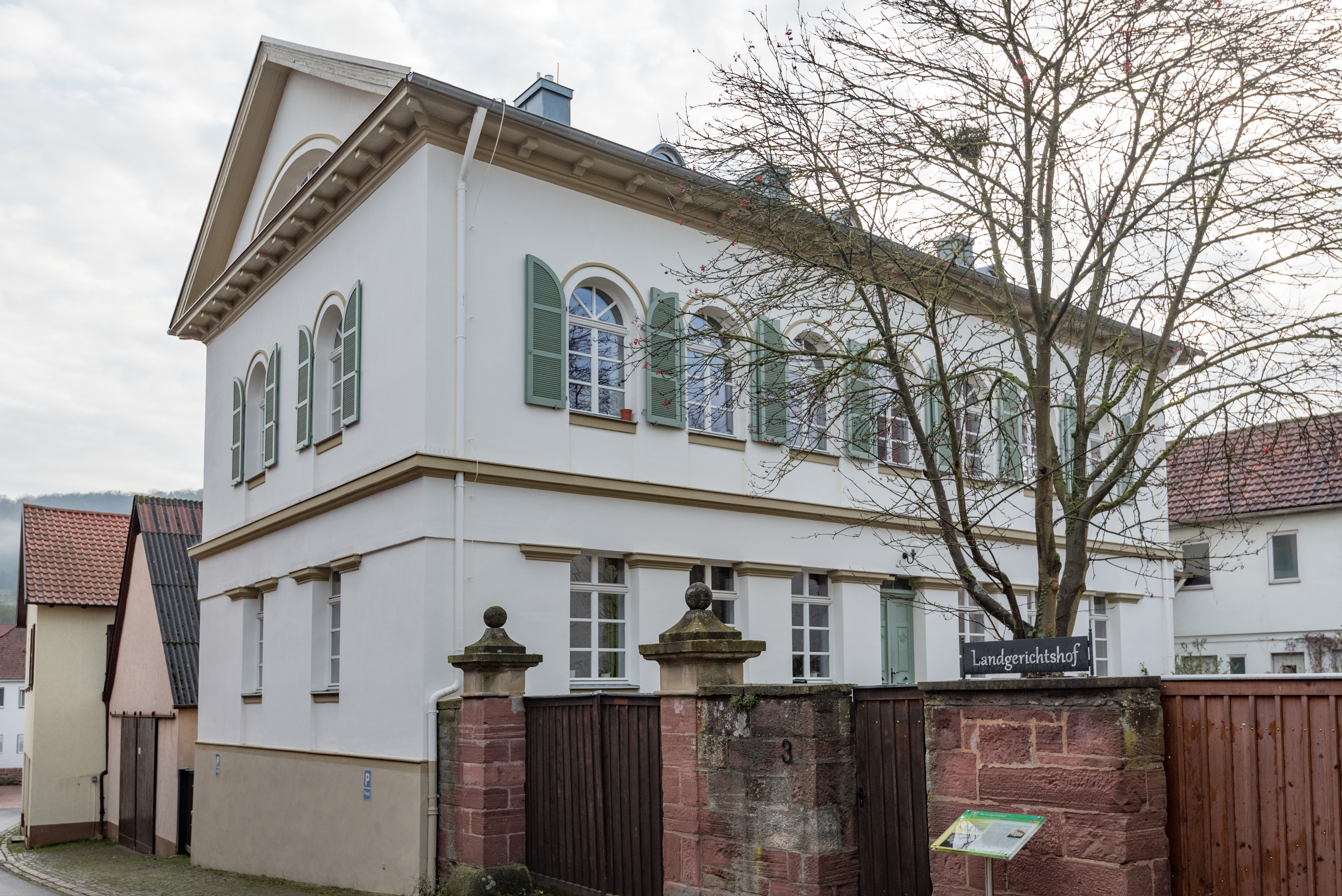
Landgericht (Fertigstellung 1822), später Amtsgericht, ab 1925 Gendarmeriestation

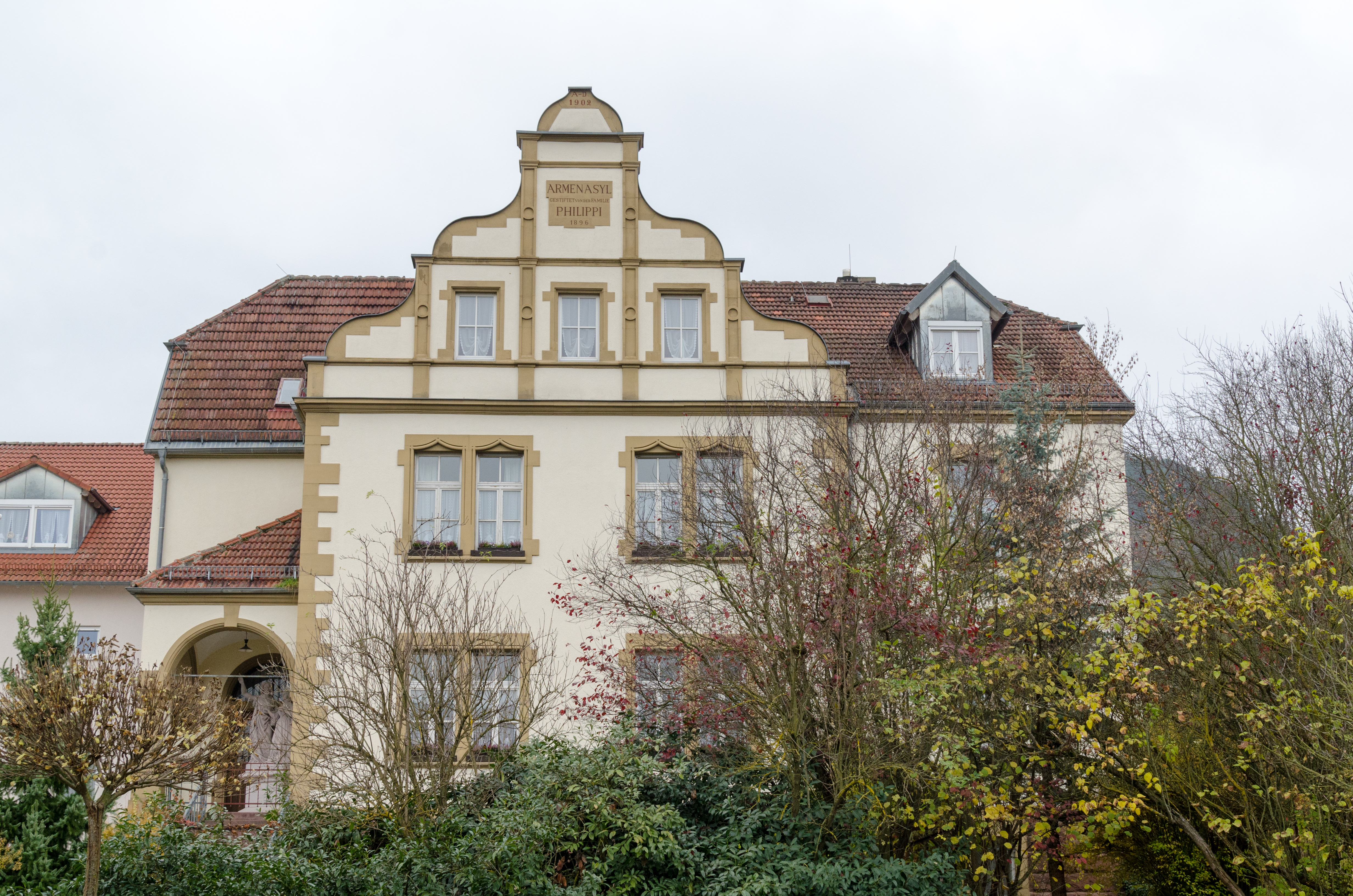
Ehemaliges Altenheim der Philippischen Armenasylstiftung

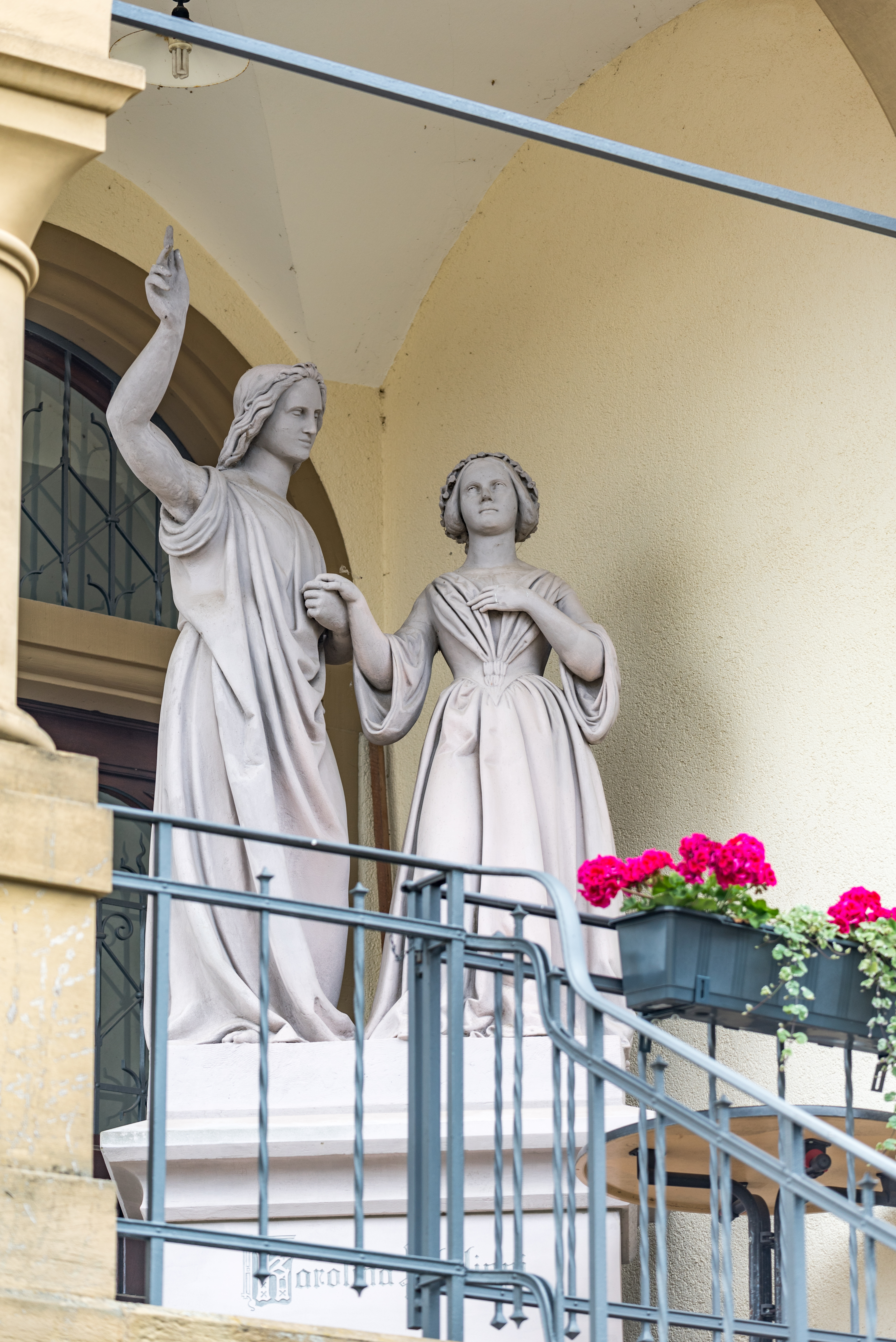
Grabmal für Carolina Philippi - Michael Arnold (1855)

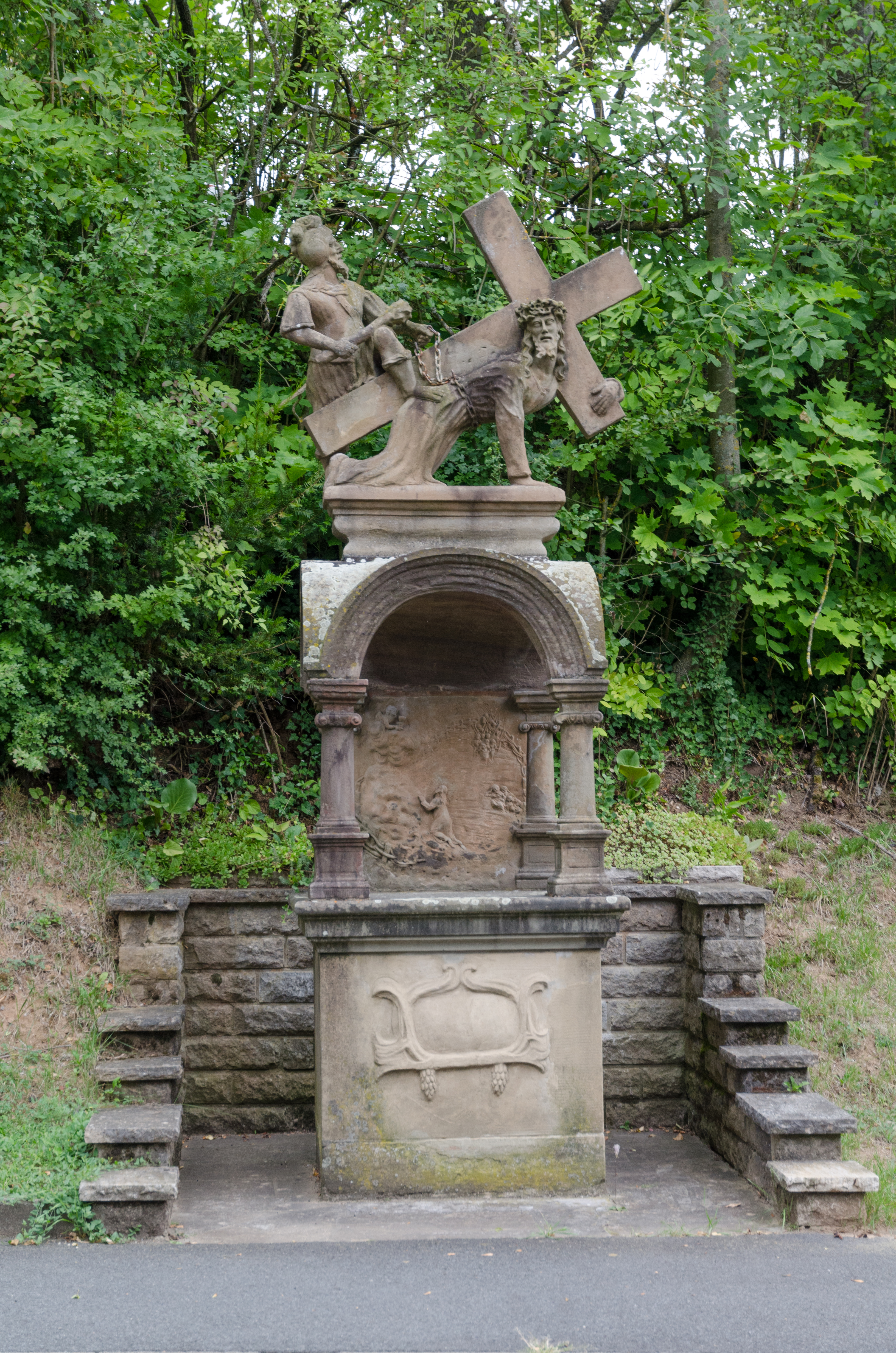
Prozessionsaltar Ringstraße Euerdorf (1716)

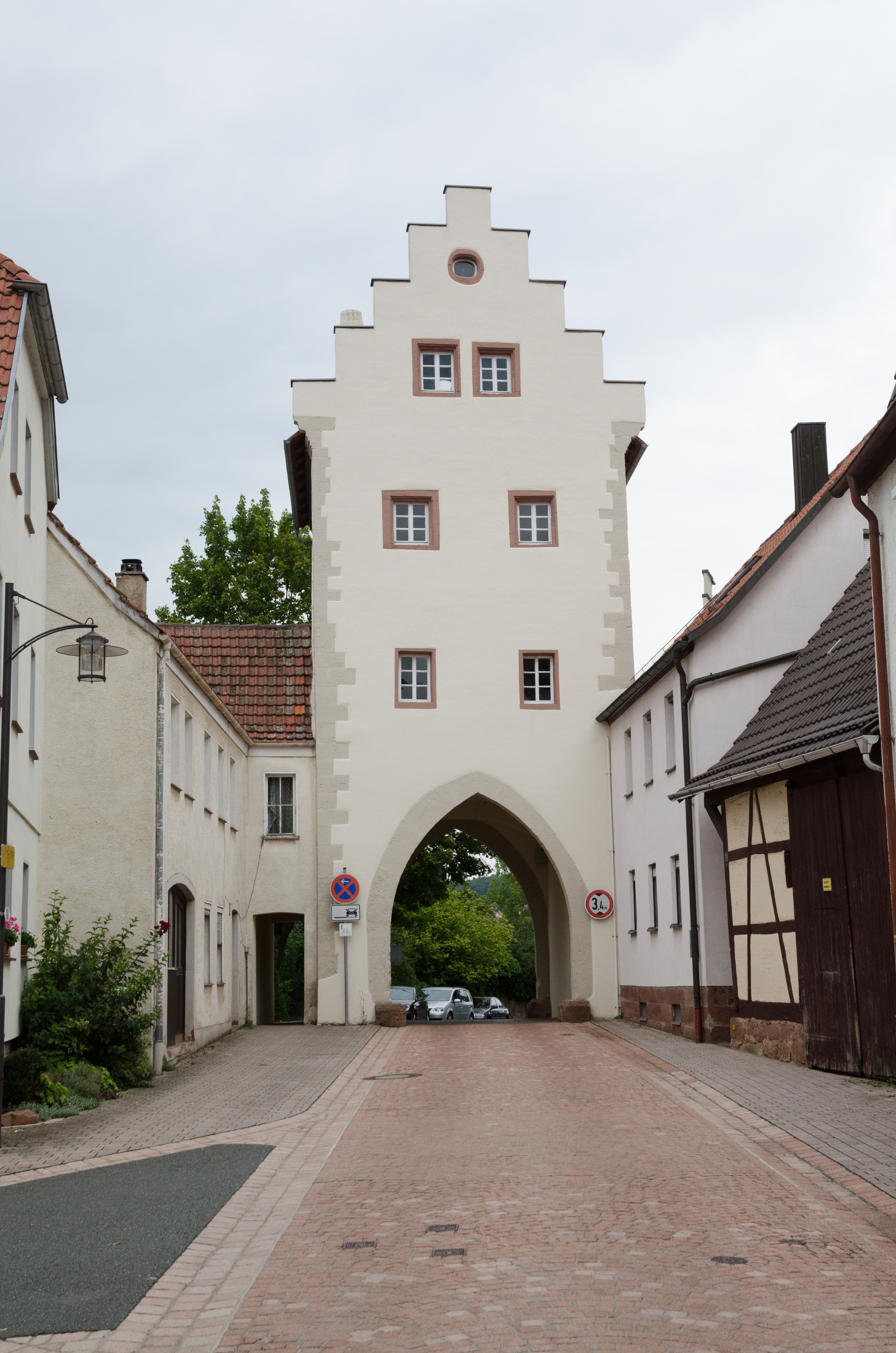
Euerdorf, Kissinger Tor

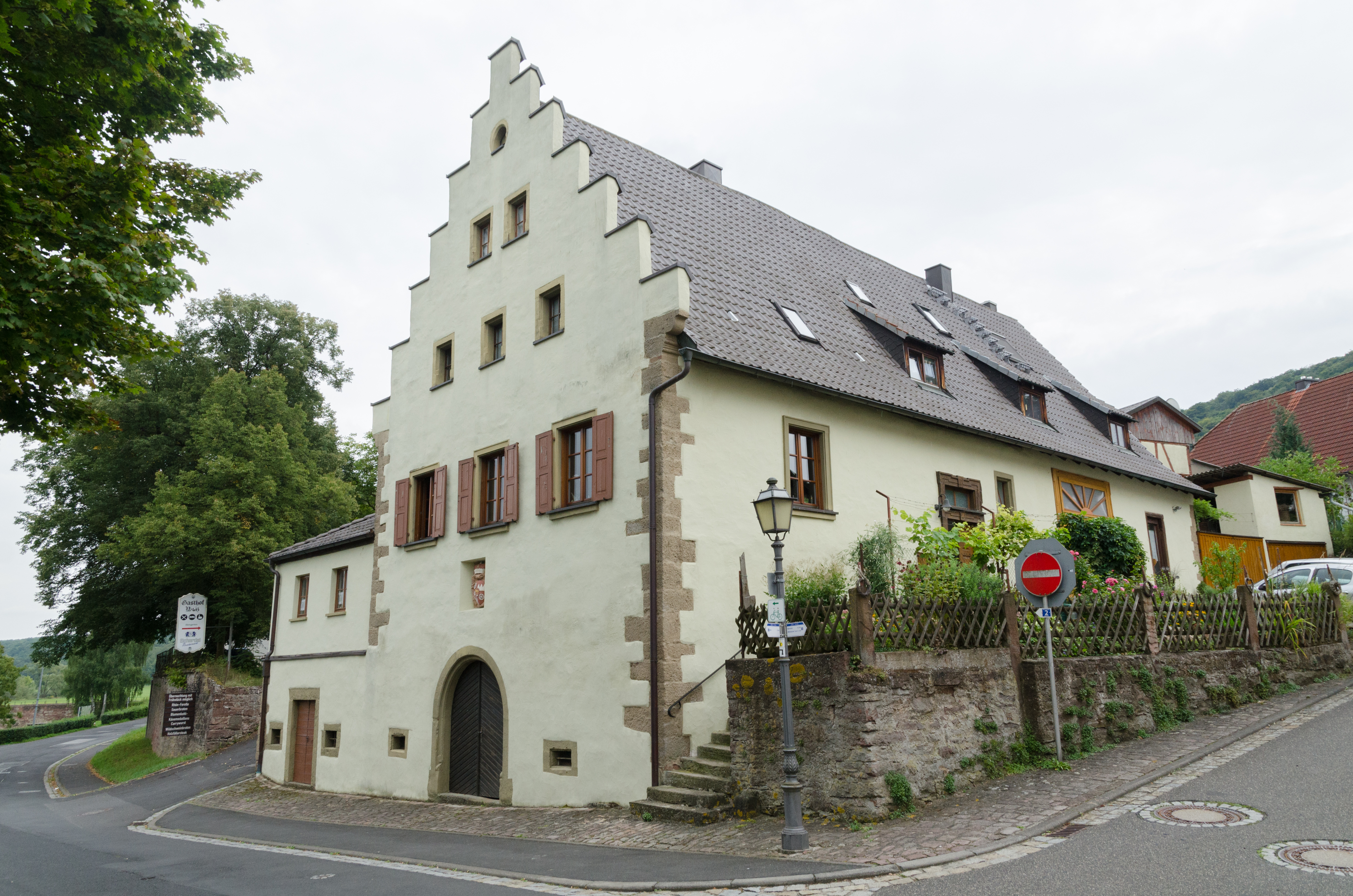
Ehemaliges Zehntgebäude, Euerdorf, Kissinger Straße

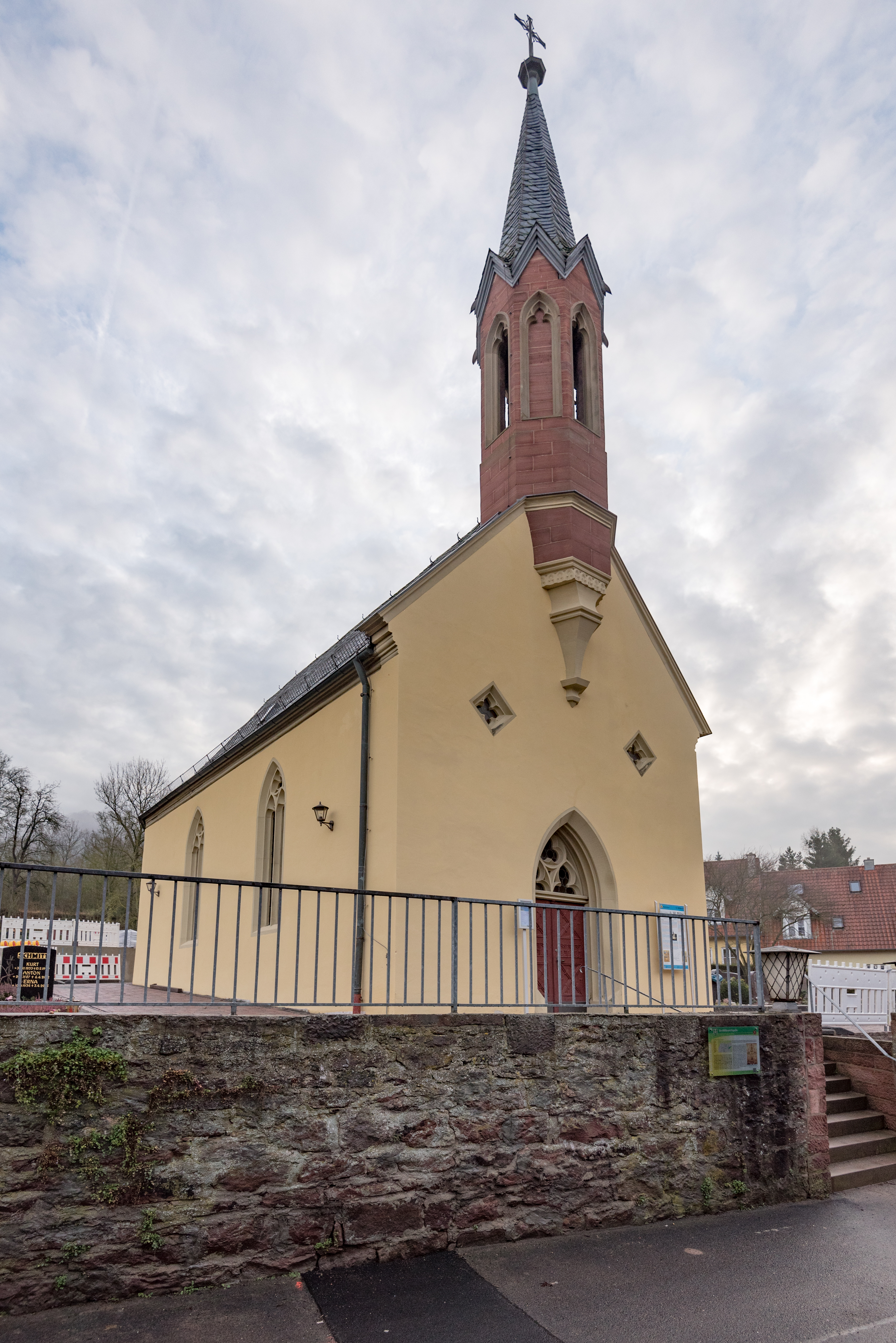
Willibrord-Kapelle

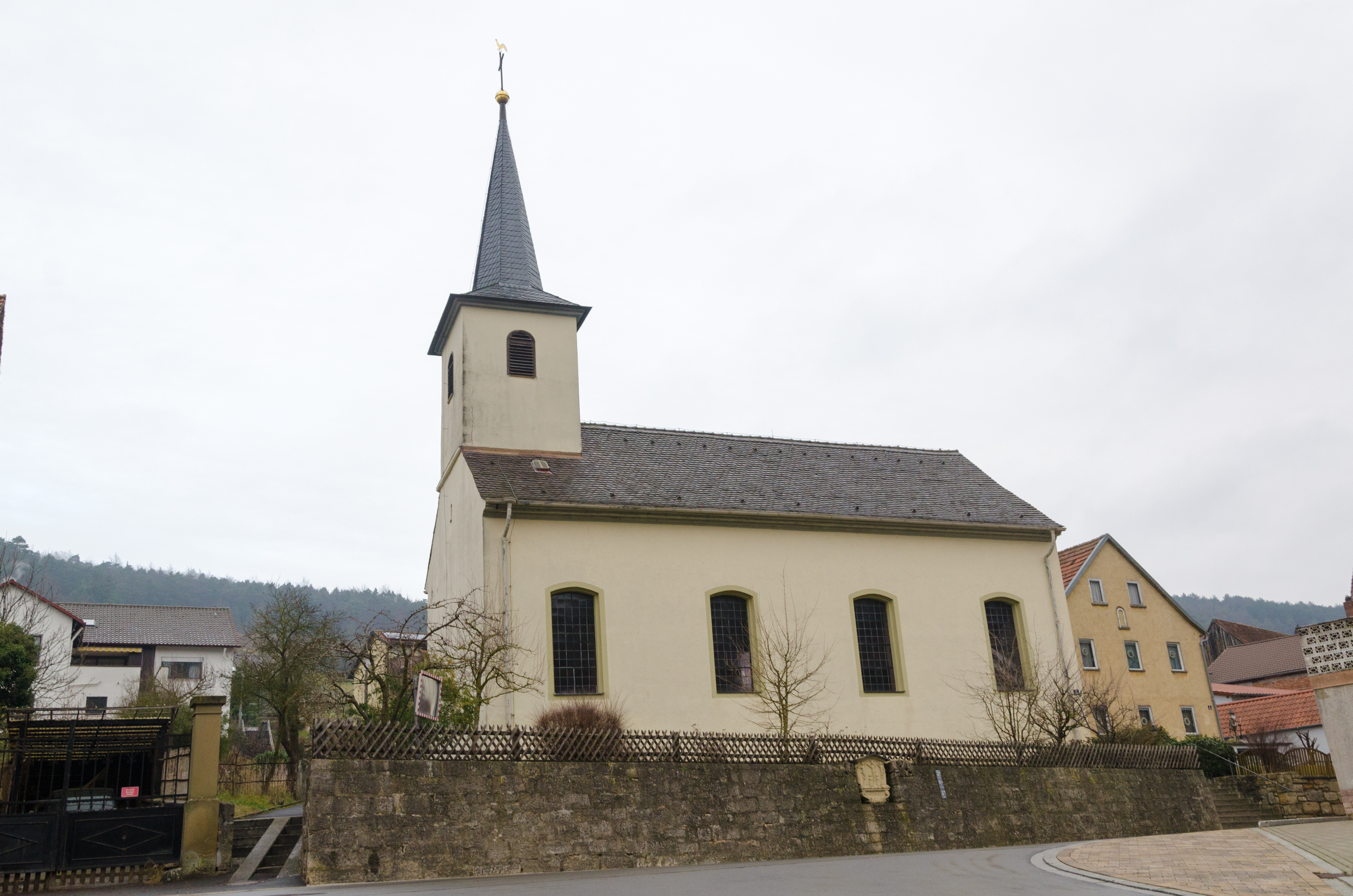
Euerdorf OT Wirmsthal, Katholische Filialkirche St. Johannes der Täufer

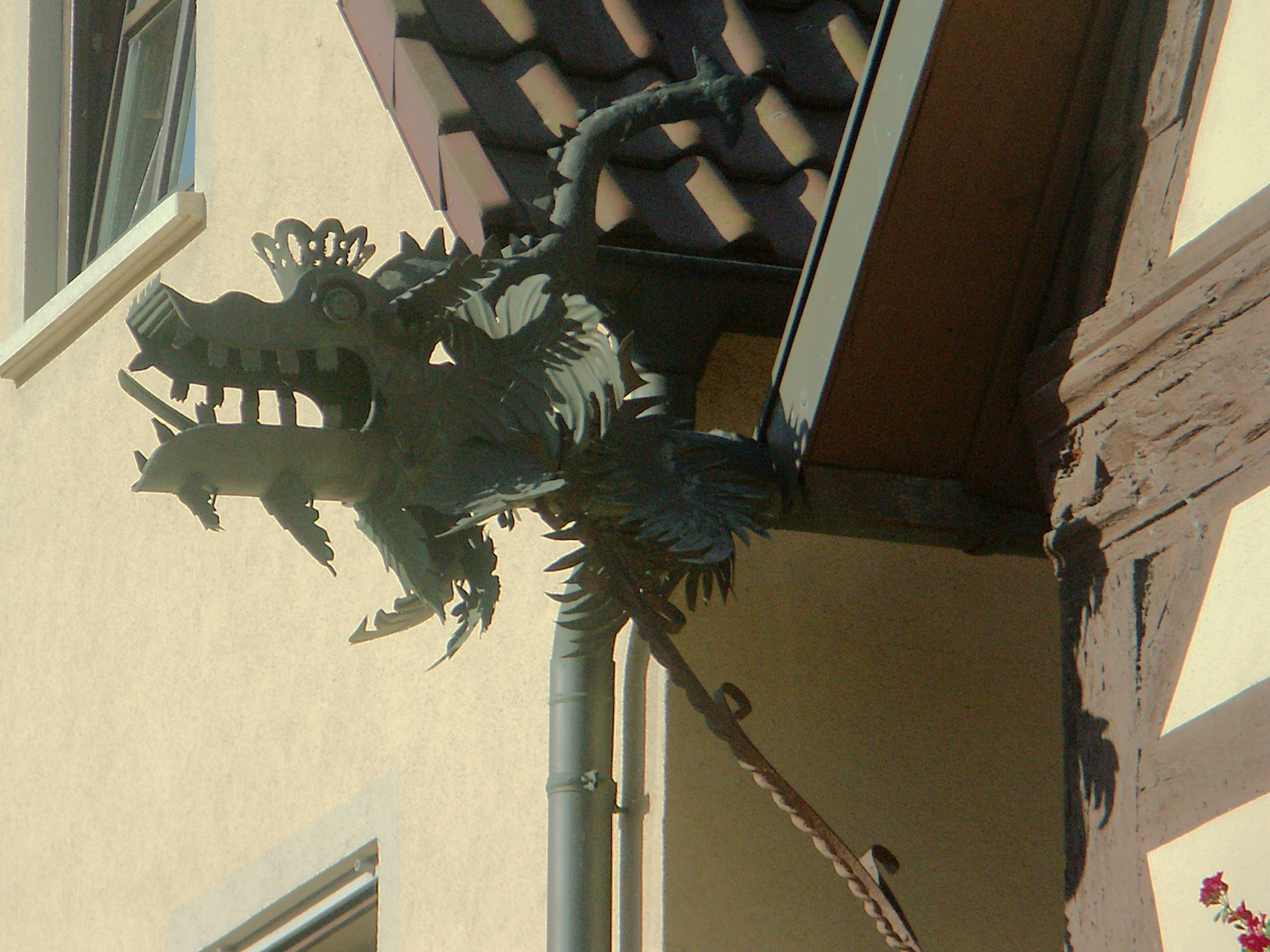
Wasserspeier an einem Wohnhaus

- Alte Saalebrücke

Eine achtbogige Steinbrücke im Verlauf der ehemaligen Straße von Euerdorf nach Bad Kissingen führt über die Fränkische Saale. Die ältesten Teile stammen aus dem 16. Jahrhundert. Um 1740 wurde die Brücke erweitert und 1992/93 grundlegend saniert.
- St.-Nepomuk-Statue auf der Saalebrücke

Die Statue des hl. Johannes Nepomuk besteht aus gelbem Sandstein und entstand im Jahr 1713.
- Museum Terra Triassica

Die Dauerausstellung des Museums im 1598 als Amtshaus des Würzburger Domkapitels erbauten und als Jagdschloss genutzten ehemaligen alten Forsthaus (ab 1885) von Euerdorf zeigt Versteinerungen, die den Wandel der triassischen Lebenswelt vor 252,5 bis 201,5 Millionen Jahren im Gebiet des heutigen Mainfrankens belegen. Sie erläutert die Veränderungen der Umweltbedingungen in diesem Raum, die hier lebenden Tiere und Pflanzen, ihr Aussterben oder Neuauftreten sowie ihr Leben in ihren Ökosystemen.
- Gasthaus Lamm

Das Gasthaus in der Schweinfurter Straße ist ein dreigeschossiges Bauwerk mit Treppengiebeln. Das obere Geschoss ist aus Fachwerk. Das Haus wurde bereits 1595 genannt und war ehemals das Verwaltungsgebäude des Amtes Trimberg. Im Jahre 1781 wurde es an private Hand verkauft.
- Landgericht Euerdorf, ab 1879 Amtsgericht Euerdorf, ab 1925 Nutzung als Gendarmeriestation

In der Zeit von 1802 bis 1804 wurden in Euerdorf ein Landgericht und das Rentamt geschaffen, das 1879 Amtsgericht wurde. Ab 1925 wurde das Gebäude als Gendarmeriestation genutzt.
- Altenheim (Seniorenhaus)

Das vom Architekten Carl Krampf geplante und 1902 eröffnete ehemalige Altenheim der Phillipi'schen Armenasylstiftung in der Schweinfurter Straße, ein zweigeschossiger Massivbau mit Krüppelwalmdach, südlichem Schweifgiebel und Sandsteingliederung, wurde zwischenzeitlich ab 1936 als Distriktkrankenhaus und ab 1966 wieder als Altenheim verwendet. Es ist aus einer Stiftung des Kaufmanns Michael Josef Philippi (1812–1896) für seinen Heimatort entstanden.
- Grabmal für Carolina Philippi am Altenheim (Seniorenhaus)

Spätklassizistische Sandsteingruppe mit jungem Mädchen und Genius von Michael Arnold (1855).
- Der Prozessionsaltar in der Ringstraße

Der Prozessionsaltar besteht aus gelbem Sandstein und stammt aus dem Jahr 1716. Das Relief des Prozessionsaltars zeigt Christus am Ölberg, schlafende Jünger, nahende Soldaten und einen tröstenden Engel mit Kelch.
- Torhaus

Das Torhaus ist der letzte erhaltene der ehemals drei Tortürme im Zuge der Ortsmauer aus der Zeit des Bischofs Julius Echter von Mespelbrunn (1573–1617) an der Kissinger Straße. Der dreigeschossige Bau mit Treppengiebeln wird wegen der darin befindlichen Torhüterwohnung Torhaus genannt.
- Kirche St. Johannes der Täufer

Die Euerdorfer Pfarrkirche in der Hammelburger Straße ist ein gotischer Bau. Das erste Gebäude stammte von 1602. Nach einem Brand im Jahre 1872 wurde die Kirche wieder aufgebaut. Bei der letzten Restaurierung 1974 wurde sie völlig umgestaltet und erweitert.
- Willibrord-Kapelle

Die Kapelle ist ein schlichter Bau von 1868 auf dem Friedhof des Ortes. Bedeutung besitzt sie vor allem durch den Vorgängerbau, der bereits 1494 erwähnt wurde und auch als Wallfahrtsziel diente.
- Wirmsthaler Kirche

Sie ist St. Johannes dem Täufer geweiht. Der jetzige Bau ist klassizistisch und stammt aus dem Jahre 1823. Die letzte Renovierung war 1971 bis 1973. Die Ausstattungsstücke der Kirche sind zum Teil dem 17. Jahrhundert zuzuordnen.
- Wasserspeier

An einem Wohnhaus am Marktplatz mit Zierfachwerk aus dem 18. Jahrhundert befinden sich für ein Wohnhaus ungewöhnliche Wasserspeier.
- Ehemaliges Zehnthaus

Das Zehnthaus in der Nähe des Torhauses ist ein Massivbau mit einem Treppengiebel aus dem 16. Jahrhundert. Es diente ehemals der Sammlung und Speicherung des an die Kirche abzuführenden Zehnten. Wegen des früheren Weinbaus und der daraus resultierenden Zehntlieferung in Form von Trauben wurde es auch als domkapitelsche Kellerei bezeichnet. Jetzt ist es Wohnhaus.

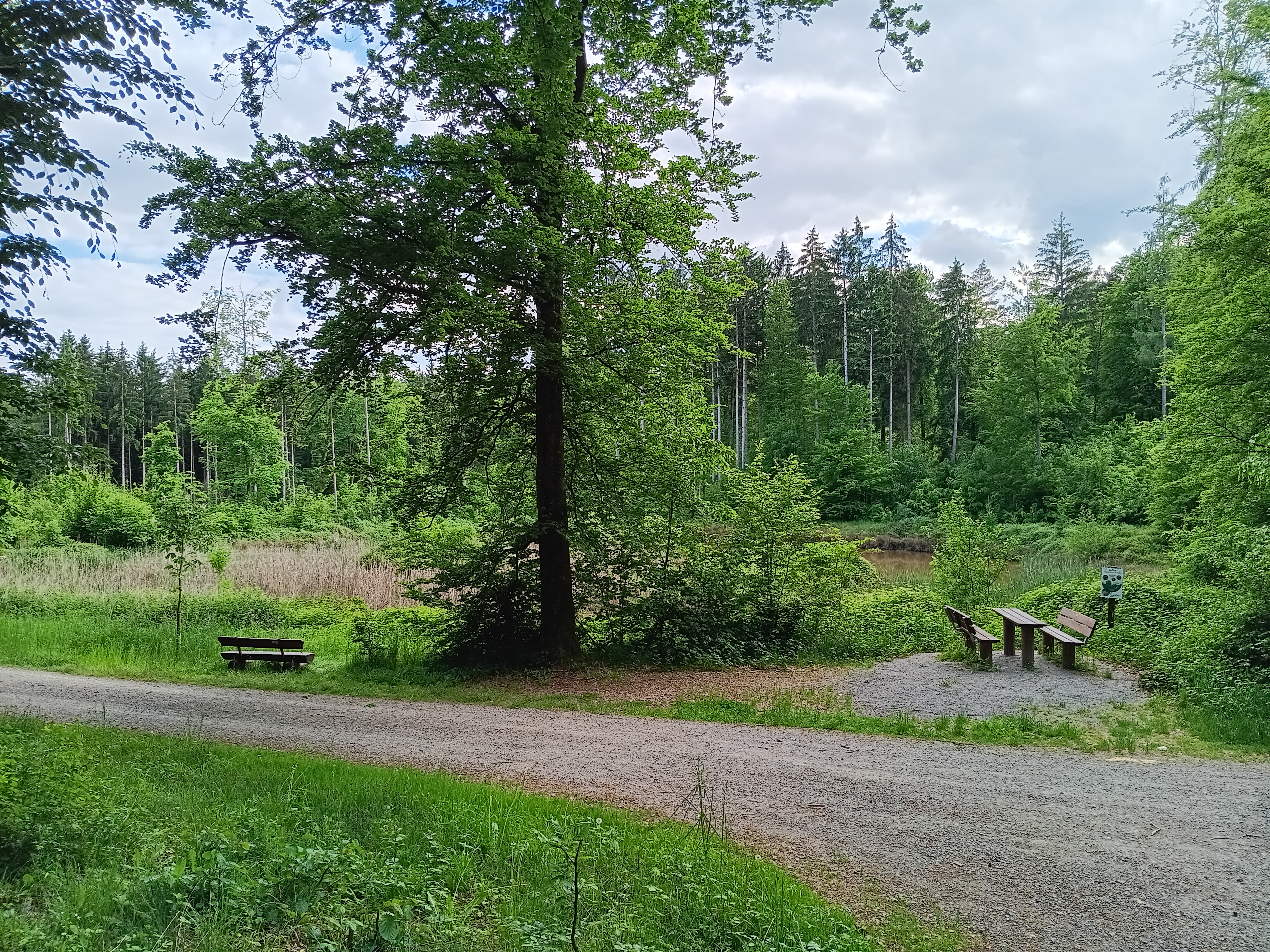
Biotop Hurlacher See Euerdorf

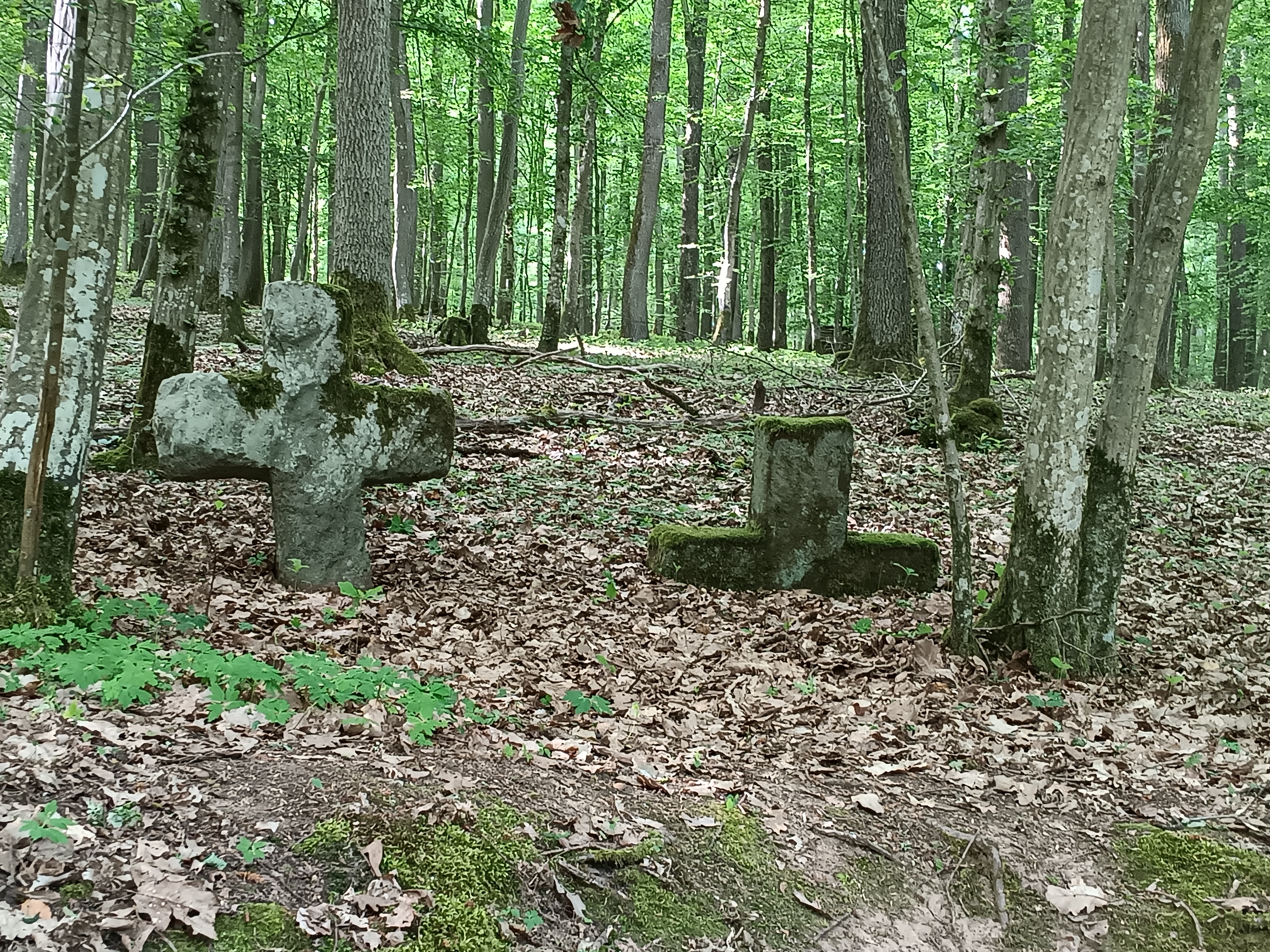
Sühnekreuze, die sogenannten Euerdorfer Pfaffensteine

- Sühnekreuze, die sogenannten Euerdorfer Pfaffensteine

Nahe des Biotops Hurlacher See befinden sich vor der ehemaligen Dorfstelle des mittelalterlichen Weilers Sommerberg zwei einfach gehauene Sandsteinkreuze, teilweise im Waldboden eingesunken, die wohl mittelalterlich, aber unterschiedlichen Alters sind. Sühnekreuze wurden in früheren Zeiten aufgestellt, wenn jemand eines gewaltsamen Todes gestorben war. Die Schuld des Mörders ist nach der Überlieferung erst dann getilgt, wenn das Sühnekreuz in der Erde versunken ist.

Saurierfährten Euerdorf

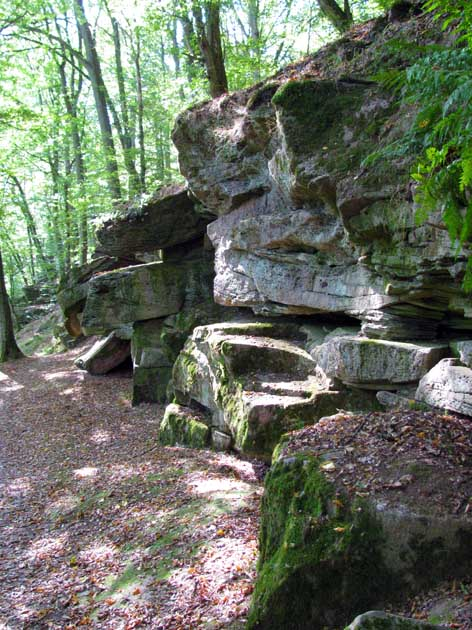
Wichtelhöhlen „Batzenleite“ Euerdorf

- Geologischer Erlebnispunkt und Geotop Saurierfährten Euerdorf

Im Buntsandstein (Entstehung vor 240–250 Millionen Jahren) am Saalrangen in Euerdorf wurde eine Gesteinsschicht mit Fußabdrücken von Archosauriern und Vorläufern von Dinosauriern freigelegt. Das Bayerische Landesamt für Umwelt zeichnete die Euerdorfer Saurierfährten im Jahr 2011 als eines der 100 schönsten Geotope Bayerns aus. Nirgends sonst sind in Bayern Saurierfährten am Fundort so großflächig zu sehen.
- Geologischer Erlebnispunkt und Geotop Wichtelhöhlen „Batzenleite“ Euerdorf

An der „Alten Euerdorfer Straße“ befindet sich im Bereich des Saale-Prallhangs „Batzenleite“ ein größerer Aufschluss (Fläche 15.000 m²) im Buntsandstein. Es kommen bis zehn Meter große Steinblöcke vor. Klüfte und Hohlräume zwischen den Blöcken stellen die sagenumwobenen „Wichtelhöhlen“ dar.

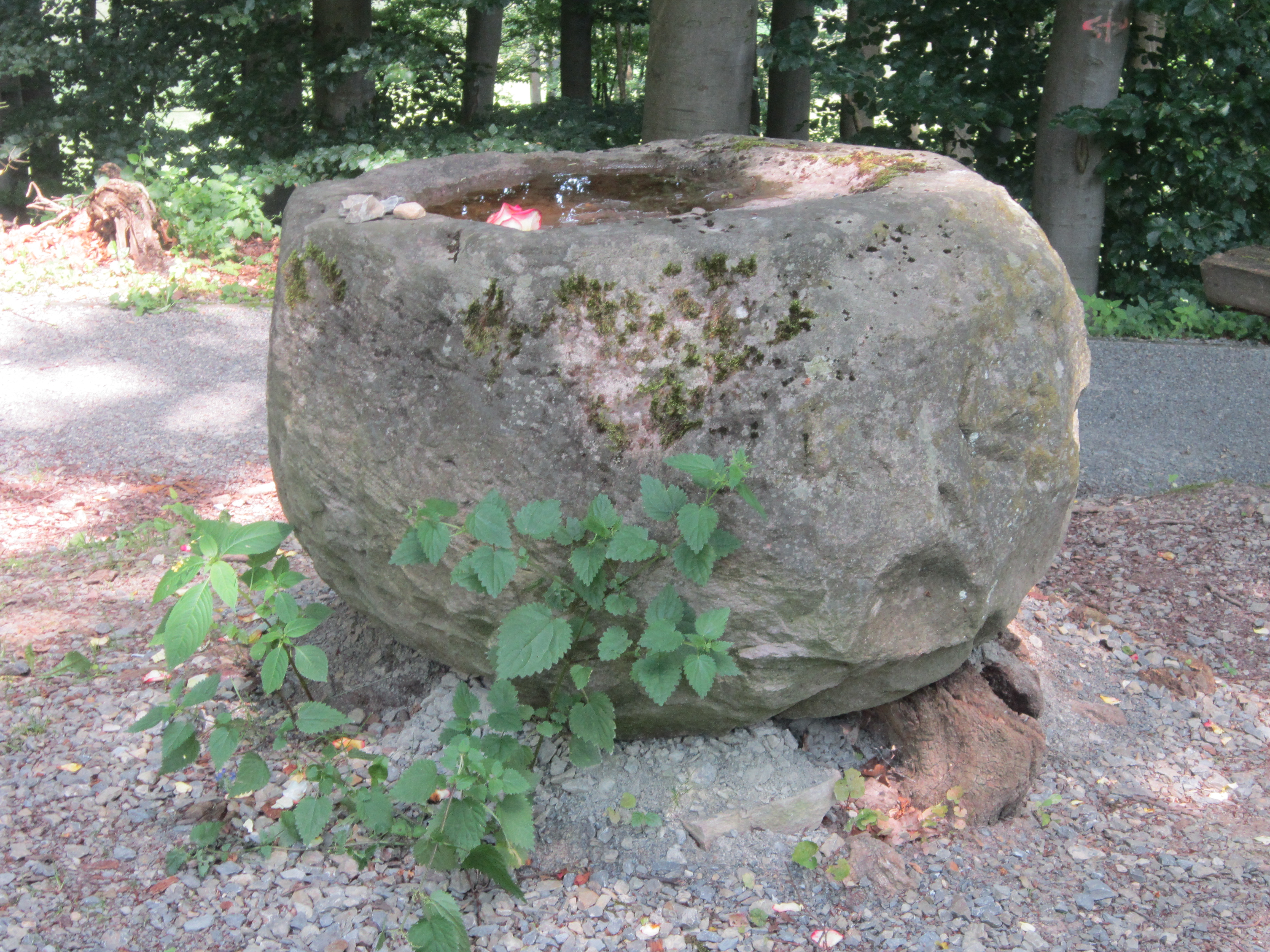
Sogenannter Heidenopferstein, verlagert nach 1880 vom Euerdorfer Forst an den Staffelsberg, Bad Kissingen

- Sogenannter Heidenopferstein, Fundpunkt Euerdorfer Forst, Abteilung Brandleite

Der in der Zeit vor 1880 vom Euerdorfer Förster in der Abteilung Brandleite im Euerdorfer Forst  aufgefundene grob bearbeitete Sandstein mit etwa 130 cm Durchmesser und 70 cm Höhe kam Ende der 1880er Jahre unter Ausweisung als Heidenopferstein an seinen jetzigen Standort Ilgenberg, Hohe Eiche 1, am Bad Kissinger Staffelsberg. Vermutlich sollte diese im damaligen Zeitgeist stehende reißerische Benennung sowie die Umlagerung an den mit dem Exponat in keiner Beziehung stehenden Staffelsberg in Bad Kissingen die Attraktion des aufgestellten Exponates als Attraktion für die Bad Kissinger Kurgäste steigern, wesentlich wahrscheinlicher wird heute schlicht die vorgesehene Verwendung als Taufstein für die Wallfahrtskirche bei Aura erachtet.

## Wirtschaft und Infrastruktur

### Wirtschaft

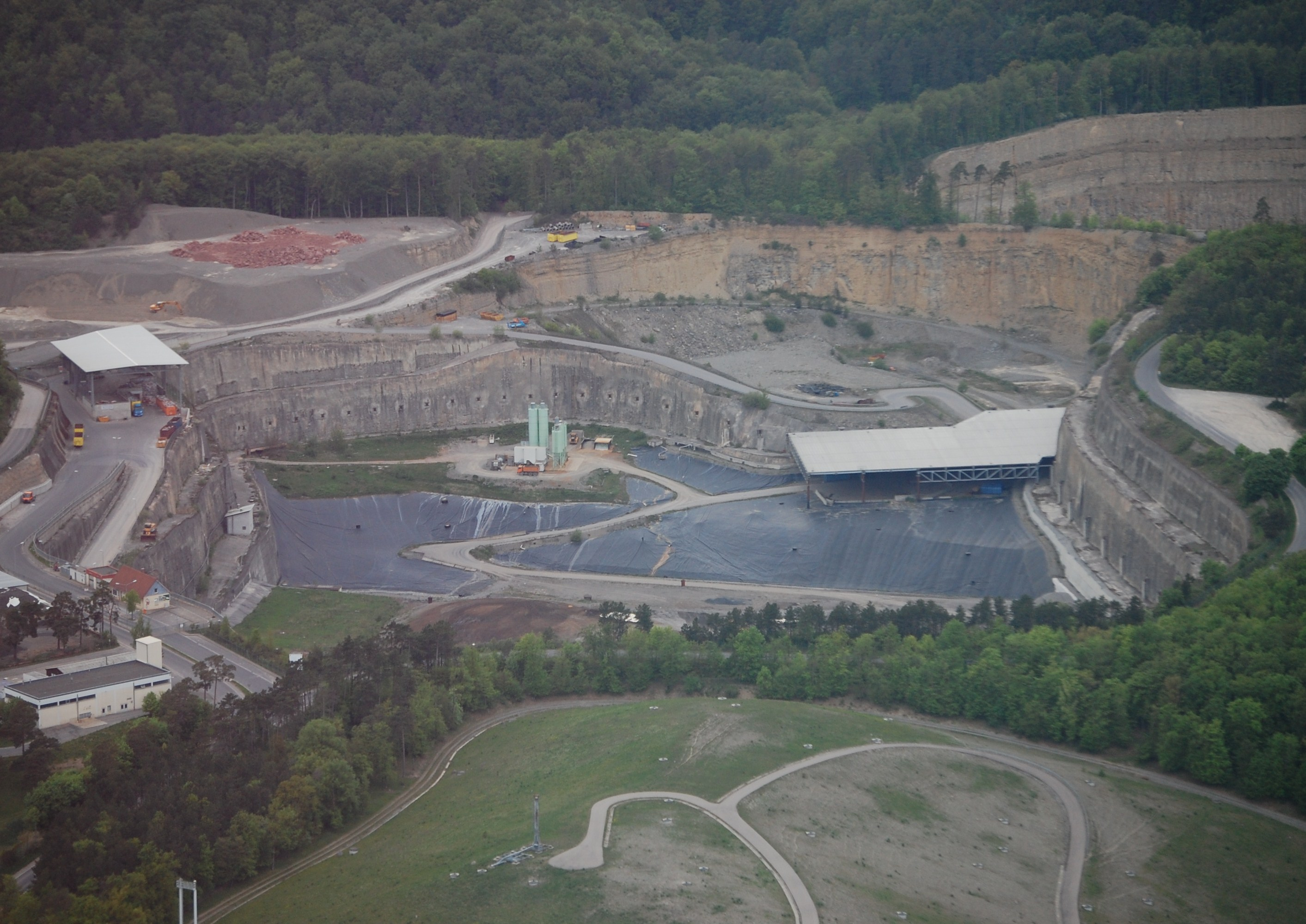
Kreismülldeponie Wirmsthal des Landkreises Bad Kissingen

Die Gemeindesteuereinnahmen betrugen im Jahr 2020 3.136.000 Euro, davon waren Gewerbesteuereinnahmen (netto) 2.008.000 Euro.
Im Jahr 2020 gab es gemäß der amtlichen Statistik an sozialversicherungspflichtig Beschäftigten mit Euerdorf als Arbeitsort 614 Personen, von denen 309 in einem produzierenden Gewerbe und 305 in sonstigen Dienstleistungen tätig waren. Es existierten im verarbeitenden Gewerbe drei Betriebe mit mehr als 20 Beschäftigten, in denen insgesamt 278 Personen tätig waren. Sie arbeiten zum Beispiel auf den Gebieten des Verschleißschutzes und der automatischen Schmiertechnik.
Die landwirtschaftlich genutzte Fläche betrug 2016 knapp 600 Hektar (577 im Jahre 1999), davon sind ca. 88 % Ackerfläche und zwölf Prozent Dauergrünfläche. Wirmsthal ist Frankens nördlichstes Weinanbaugebiet.
In einem ehemaligen Steinbruch oberhalb von Wirmsthal befindet sich die Mülldeponie des Landkreises Bad Kissingen mit einer Absicherung der Umgebung durch ein modernes Multibarrierenkonzept (doppelte Abdichtung).

### Ansässige Unternehmen
- EuroDur GmbH hochverschleißfeste Spezialbeschichtungen: Herstellung und der Vertrieb von hochverschleißfesten Spezialbeschichtungen, von Zusatzschweißwerkstoffen und von Schweißmaschinen, ferner der Handel mit Metallerzeugnissen und Kunststoffen aller Art
- perma-tec GmbH & Co. KG: Entwicklung, Produktion und Vertrieb von Einzel- und Mehrpunktschmiersystemen

### Verkehr
Euerdorf hat einen Haltepunkt an der Bahnstrecke Gemünden–Bad Kissingen. Im Stundentakt (mit Taktlücken) verkehren dort die Unterfranken-Shuttles der Erfurter Bahn von und nach Schweinfurt Stadt. Außerdem halten in Euerdorf mehrere Buslinien.
Euerdorf liegt an der Bundesstraße 287, über die in einer Entfernung von 5 km die Autobahn A7 zu erreichen ist.

## Bildung
Es gibt folgende Einrichtungen (Stand: 2009):
- Kindergarten Paradieso mit 75 Plätzen
- Einhard-Volksschule Euerdorf: Die nach dem fränkischen Gelehrten Einhard benannte Grund- und Hauptschule umfasst durchschnittlich ca. 310 Schüler und ca. 15 Lehrer.

## Vereine
In Euerdorf gibt es eine Vielzahl von Vereinen, dazu gehören:
- Eigenheimervereinigung Euerdorf und Wirmsthal (gegr. 1969)
- Förderverein HvO VG Euerdorf. Die ehrenamtlich tätige Helfer-vor-Ort-Gruppe wird bei Notarzteinsätzen mitalarmiert, um die Zeit bis zum Eintreffen des Rettungsdienstes mit qualifizierter Erster Hilfe zu überbrücken. Material und Ausrüstungsgegenstände werden vom in der Schweinfurter Straße 11 in Euerdorf ansässigen Verein mit den jährlichen Mitgliedsbeiträgen von 25 Euro finanziert.
- Freiwillige Feuerwehr Euerdorf (gegr. 1868)
- Gesang- und Musikverein 1880 Euerdorf e. V.
- Hubertus-Gilde Euerdorf (gegr. 1965)
- Hundesportverein Euerdorf (gegr. 1996)
- Imkerverein Euerdorf
- „Kesselfleischband“ (gegr. 1979)
- Kreuzbruderschaft Euerdorf (1796)
- Euerdorfer Karnevalsgesellschaft „Grün-Weiß“ 1953 e. V.
- Obst- und Gartenbauverein (gegr. 1926)
- TSV Euerdorf entstand 1946 durch Zusammenlegung des Turnvereins TV 1907 Euerdorf und des Fußballvereins FC Viktoria 1926 Euerdorf unter Genehmigung vom 15. Juni 1946 der Amerikanischen Besatzungsbehörde. Aktuell bestehen die Abteilungen Fußball, Faustball, Judo, Tennis, Damengymnastik, Kinderturnen und Seniorensport 60 plus
- Vereinsring Euerdorf (gegr. 2001)

## Regelmäßige Veranstaltungen
Frühjahrsmarkt Euerdorf
Im März des Jahres, innerorts, Markt Euerdorf
Maibaum-Aufstellung am 30. April
- Marktplatz Euerdorf: Freiwillige Feuerwehr Euerdorf
- Wirmsthal, Bushaltestelle: Freiwillige Feuerwehr Wirmsthal

Maifest am 1. Mai
Maifest am 1. Mai, Marktplatz Euerdorf, Freiwillige Feuerwehr Euerdorf
Wirmsthaler Weinsommer
Wirmsthaler Weinsommer Ende Juni des Jahres am Dorfbrunnen beim Feuerwehrhaus, Brunnenstraße, Sportverein Wirmsthal
Kirchliche und traditionelle Veranstaltungen in der Zeit um den Johannistag, dem Namenstag des Schutzpatrons der Euerdorfer Kirche Johannes der Täufer am 24. Juni und mit diesem Zeitraum in Zusammenhang stehende Traditionen im Umfeld der Sommersonnenwende
- Sonnwendfeuer Ende Juni des Jahres am Sportplatz Euerdorf, TSV Euerdorf
- Patrozinium und Pfarrfest Ende Juni des Jahres im Pfarrgarten, katholische Pfarrgemeinde
- Johannisfeuer Juni/Juli, Bolzplatz Wirmsthal, Freiwillige Feuerwehr Wirmsthal

Wallfahrt zum KreuzbergKreuzbergwallfahrt am vorletzten Samstag im Juli zum „Heiligen Berg der Franken“, dem Kreuzberg und seinem Kloster, dem Kloster Kreuzberg  der Franziskaner im Ortsteil Klosterkreuzberg der Stadt Bischofsheim in der Rhön. Die Wallfahrt wird seit 1796 für Gottes Milde und Gnade zur Linderung des durch Krieg und Seuchen verursachten Elends in Verantwortung der ältesten Vereinigung Euerdorfs, der 1796 gegründeten Kreuzbruderschaft Euerdorf durchgeführt.
Straßenweinfest Wirmsthal
Straßenweinfest Wirmsthal Anfang August, Kiesweg, Sportverein Wirmsthal
Euerdorfer Brückenfest
Euerdorfer Brückenfest, September des Jahres auf der Alten Saalebrücke, Markt Euerdorf
Herbstmarkt Euerdorf
Im Oktober des Jahres, innerorts, Markt Euerdorf
Weihnachtsmarkt
Weihnachtsmarkt, erster Adventssonntag im Museumsgarten des Museums Terra Triassica
Weihnachtslieder unterm Christbaum
Weihnachtslieder unterm Christbaum mit den Euerdorfer Musikanten am vierten Adventssonntag am Marktplatz.

## Persönlichkeiten

### Euerdorfs Ehrenbürger
- Johann Kaspar Kirchner, Orgelbauer (1810)
- Martin Biemüller (1841–1933), Weinwirt
- Heinz Großmann, Bürgermeister und Altbürgermeister
- Herbert Huppmann, Bürgermeister und Altbürgermeister
- Helmut Albert, Forstbeamter
- Karl Memmel, Pfarrer

### Euerdorfs Träger der Bürgermedaille
- Erika (Betty) Schmidt
- Rudolf (Rudi) Viering
- Oswald Schmitt
- Robert Fell

### In Euerdorf geboren
- Anton Keil (1768–nach 1832), während der Franzosenzeit als Jurist und Staatsprokurator in französischen Diensten, Professor für Gesetzgebung in Köln und einer der erfolgreichsten Kriminalisten seiner Zeit. Er requirierte in den eroberten Gebieten Objekte aus Kunst und Wissenschaft für die französischen Behörden und war in Köln als Autor, Verleger und Übersetzer tätig.
- Joseph Anton Keil (1780–1819), Diakon, Mönch, Jurist und Dichter, verfasste 1817 mit Ecclesia Redintegrata Bavariae. Summis Piisque Restauratoribus epicum poëma Sacrum (books.google.de) ein erstes umfangreiches Gedicht auf den Vertrag zwischen dem bayerischen Staat und der katholischen Kirche und in seinem Todesjahr 1819 noch ein weiteres Gedicht auf die Bayerische Verfassung „De Constitutione Bavariae Carmen“ (MDZ), das er an angesehene Persönlichkeiten dieser Zeit verschickte.
- Michael Josef Philippi (1812–1896), Kaufmann und Mäzen, Sohn des Amtsarztes Thaddäus Philippi, verfügte 1888, dass sein Nachlass in Höhe von 250.000 Goldmark (entspricht heute etwa 2,5 Millionen Euro) für ein in Euerdorf zu errichtendes Armenasyl verwendet werden soll. Das Philippi'sche-Armen-Asyl wurde wenige Jahre später durch den renommierten Bad Kissinger Architekten Carl Krampf (1863–1910) im repräsentativen Gründerzeitstil geplant und am Buß- und Bettag 1902 feierlich eingeweiht.
- Heinrich Weber (1834–1898), Erzbischöflicher Geistlicher Rat und Historiker
- Richard Wenk (1881–1962), Generalleutnant der Wehrmacht, 1939 Kommandeur des Infanterie-Regiments 315 und 1942 der 461. Division, Sohn des seit 1877 als Gerichtsschreiber am Landgericht Euerdorf tätigen späteren Oberamtsrichters Wilhelm Wenk und dessen Ehefrau Maria.
- Gebhard Satzinger (1910–1977), Unternehmer, gründete 1934 in Bad Kissingen die Metallwarenfabrik für Haus- und Küchengeräte, die nach vielen Jahren der Forschung mit der ersten Patentierung des perma-Classic-Einzelschmierpunktsystems im Jahr 1964 und weiteren Zwischenschritten in die heutige international tätige Firma perma-tec GmbH & Co. KG in Euerdorf mündete, die in Euerdorf Einzel- und Mehrpunktschmiersysteme entwickelt, produziert und in mehr als 60 Länder versendet, dabei einen Weltmarktanteil von 60 bis 70 Prozent hält und 223 Angestellte, davon allein 151 in der Zentrale in Euerdorf beschäftigt.[18]

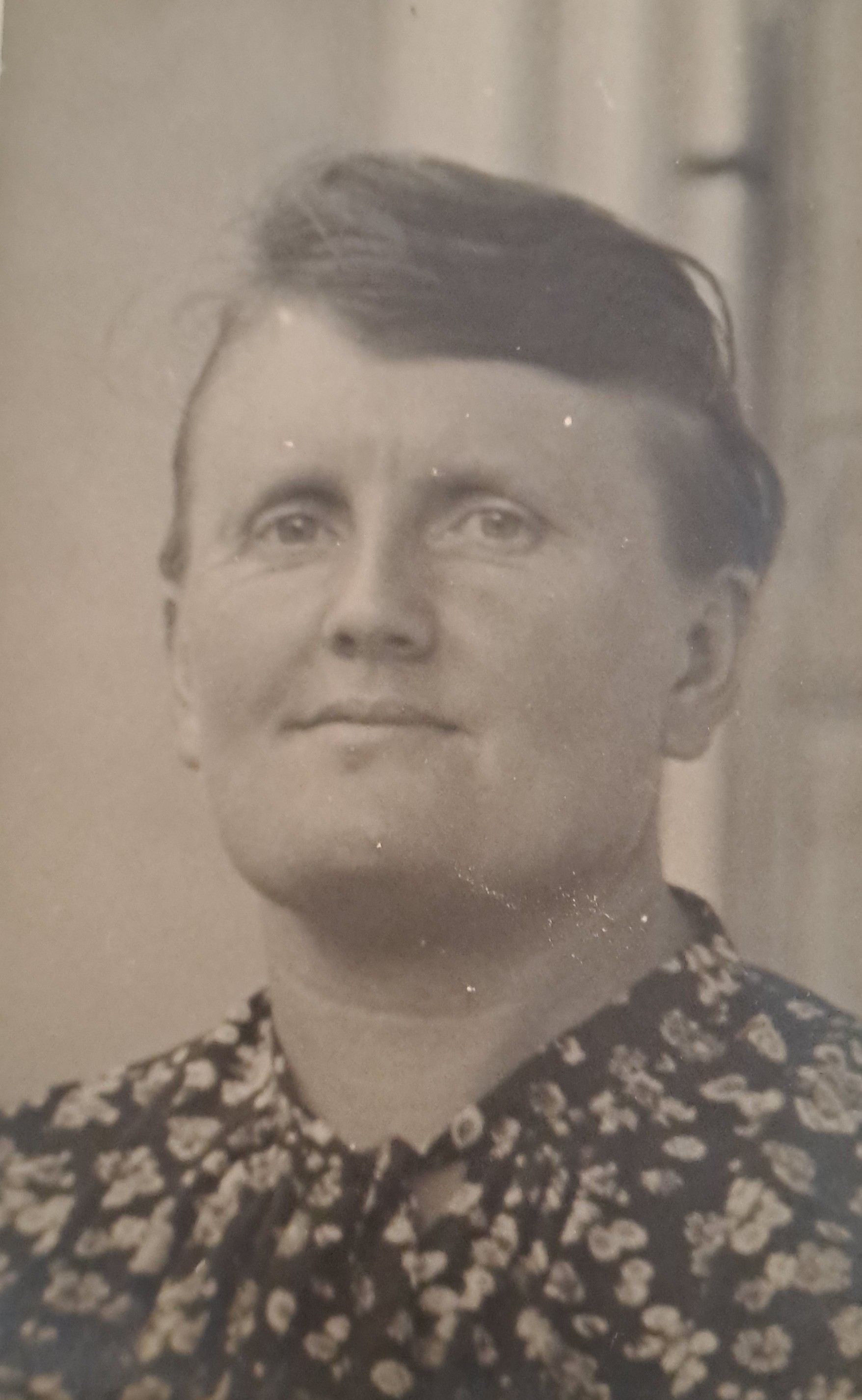
Margarete (Gretel) Nüsslein, geb. Brand (1902–1975), Hebamme

- Margarete (Gretel) Nüsslein, geb. Brand (1902–1975), Hebamme, Tochter des Schlossermeisters Maximilian Brand und dessen Ehefrau Magdalene, geb. Zink. Sie wohnte in Euerdorf in der Mühlgasse und leistete in der Zeit vom 29. April 1928 bis 23. Dezember 1967 bei 941 häuslichen Geburten in Euerdorf und Umgebung Geburtshilfe. Dabei suchte sie die Schwangeren bei Wind und Wetter mit ihrem Motorroller auf und dokumentierte jede einzelne dieser Geburten in einem Tagebuch der Hebamme, in dem sie den Namen der Entbundenen, Adresse, Tag, Stunde der Geburt, Dauer der Geburt in Stunden, Geschlecht, Länge, Gewicht, Kopfumfang und zahlreiche weitere Angaben ins Detail gehend aufführte. Ihr Hebammentagebuch bestand zum Zeitpunkt ihres Ruhestands am 6. Februar 1968 aus vier Einzelbänden, die unversehrt erhalten geblieben sind und sich heute im Besitz ihrer Nachkommen in Euerdorf befinden.
- Karl Brand (1931–2014), Volksschule Euerdorf, Gymnasium Bad Kissingen, Studium Würzburg Theologie, von Bischof Julius Döpfner am 22. Juli 1956 zum Priester geweiht, Kaplan in Sommerau, Mellrichstadt und Würzburg-Sankt Elisabeth, 1962 Pfarrer von Untersteinbach, 1971 Pfarrer Bischofsheim vor der Rhön, 1997 wurde ihm der Päpstliche Ehrentitel Prälat verliehen. Ebenfalls 1997 ernannte Bischofsheim Brand zu seinem Ehrenbürger. Ab 1998 betreute er als Spiritual die Kongregation der Schwestern des Erlösers im Würzburger Mutterhaus.
- Michael Henz (* 1956), Fossiliensammler, Geologe und Paläontologe
- Horst Karlheinz Mahler (* 1958), Fossiliensammler, Geologe und Paläontologe
- Bernd Neubig (* 1962), Fossiliensammler, Geologe und Paläontologe

### Mit Euerdorf verbunden
- Nicolaus Eckart (1794–1862), 1831–1838 Rentbeamter in Euerdorf
- Balthasar Schlimbach (1807–1896) & Sohn Martin Joseph Schlimbach (1841–1914), Orgelbauer, 1875 Kirchenorgel St. Johannes der Täufer
- Michael Arnold (1824–1877), Bildhauer, Maler und Grafiker. Er schuf 1873 Altar und Kanzeln in der St. Johannes der Täufer-Kirche in Euerdorf
- Andreas Lohrey (1843–1924), Baumeister, Kirche Euerdorf
- Carl Krampf (1863–1910), Architekt, plante das 1902 in Euerdorf  eröffnete Philippi'sche-Armen-Asyl
- Hansjörg Maurer (1891–1959), 1923 Mitglied von Adolf Hitlers persönlicher Leibwache und Teilnahme am Hitlerputsch in München, mit Hitler in Festungshaft auf der Festung Landsberg, 1945 Bezirkstierarzt in Hammelburg, starb 1959 in Euerdorf
- Friedrich Weber (1892–1955), Distriktstierarzt von 1926 bis 1933 in Euerdorf, Reichstierärzteführer 1934–1945
- Horst Hoffmann (* 1944), Orgelbauer, restaurierte 1977 die Kirchenorgel St. Johannes der Täufer von Balthasar Schlimbach & Sohn, Würzburg (1875)
- Jürgen Sell (* 1956), Fossiliensammler, Geologe und Paläontologe